# Landkreis Uelzen
Der Landkreis Uelzen ist ein Landkreis im Nordosten Niedersachsens.

## Geografie

### Lage
Der Landkreis ist Bestandteil der klimatisch subatlantisch geprägten naturräumlichen Haupteinheit Lüneburger Heide im nordwestdeutschen Tiefland. Zentraler Landschaftsraum ist das saaleeiszeitliche „Uelzener-Bevenser Becken“, das von verschiedenen Moränen-Höhenrücken umrahmt wird. Im Osten befindet sich beispielsweise die „Osthannoversche Endmoräne“ (Göhrde-Drawehn-Höhenzug), westlich verläuft die Endmoränenstaffel der „Hohen Heide“, die sich bis zu den Harburger Bergen südlich von Hamburg erstreckt.

### Nachbarkreise
Der Landkreis grenzt im Uhrzeigersinn im Norden beginnend an die Landkreise Lüneburg und Lüchow-Dannenberg (beide in Niedersachsen), an den Altmarkkreis Salzwedel (in Sachsen-Anhalt) sowie an die Landkreise Gifhorn, Celle und Heidekreis (alle wiederum in Niedersachsen).

## Geschichte
Der Landkreis Uelzen wurde am 1. April 1885 im Rahmen der Bildung von Landkreisen in der Provinz Hannover aus den alten hannoverschen Ämtern Medingen und Oldenstadt sowie der selbständigen Stadt Uelzen gebildet. Die Kreisverwaltung befand sich bis 1959 in Oldenstadt, das bis zur Eingemeindung in das benachbarte Uelzen im Jahr 1972 selbständige Gemeinde und einer der kleinsten Kreissitze in Deutschland war. Seit August 2022 befindet sich der Sitz der Kreisverwaltung in der Albrecht-Thaer-Straße 101 in Uelzen.
Eine Reihe von Kleingemeinden wurde 1928/29 in größere Nachbargemeinden eingegliedert. Im Rahmen der Gebietsreform in Niedersachsen kam es am 1. Juli 1972 zu zahlreichen Gemeindefusionen und mehreren Grenzänderungen des Landkreises. Die Gemeinden Meußließen und Reddien schieden aus dem Landkreis aus und wurden in die Gemeinden Clenze bzw. Zernien im Landkreis Lüchow-Dannenberg eingegliedert. Die Gemeinde Lopau schied ebenfalls aus dem Landkreis aus und kam zur Stadt Munster im Landkreis Soltau. Die beiden Gemeinden Kakau und Varbitz aus dem Landkreis Lüchow-Dannenberg wurden in die Gemeinde Soltendieck im Landkreis Uelzen eingegliedert. Aus dem Landkreis Lüneburg kamen die Gemeinden Grünhagen, Hohenbostel, Niendorf und Wulfstorf zur Gemeinde Bienenbüttel im Landkreis Uelzen.
Zum 1. November 2011 löste sich die Samtgemeinde Wrestedt mit den Gemeinden Stadensen, Wieren und Wrestedt auf und bildete die neue Gemeinde Wrestedt, die mit der Samtgemeinde Bodenteich die neue Samtgemeinde Aue bildete. Ebenfalls zum 1. November 2011 fusionierten die Samtgemeinden Bevensen und Altes Amt Ebstorf zur neuen Samtgemeinde Bevensen-Ebstorf.

Impressionen aus dem Landkreis Uelzen
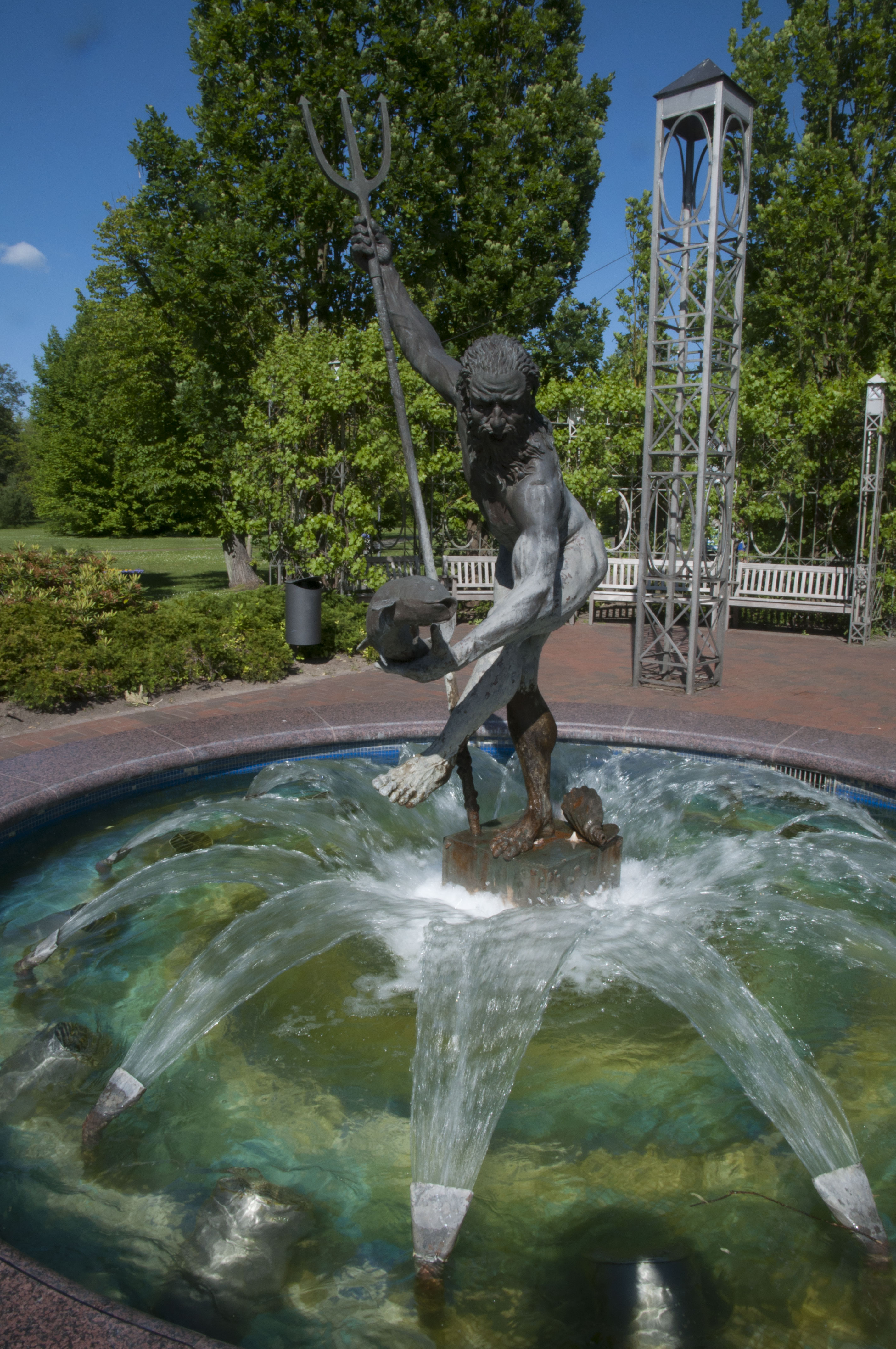
Brunnen im Kurpark von Bad Bevensen
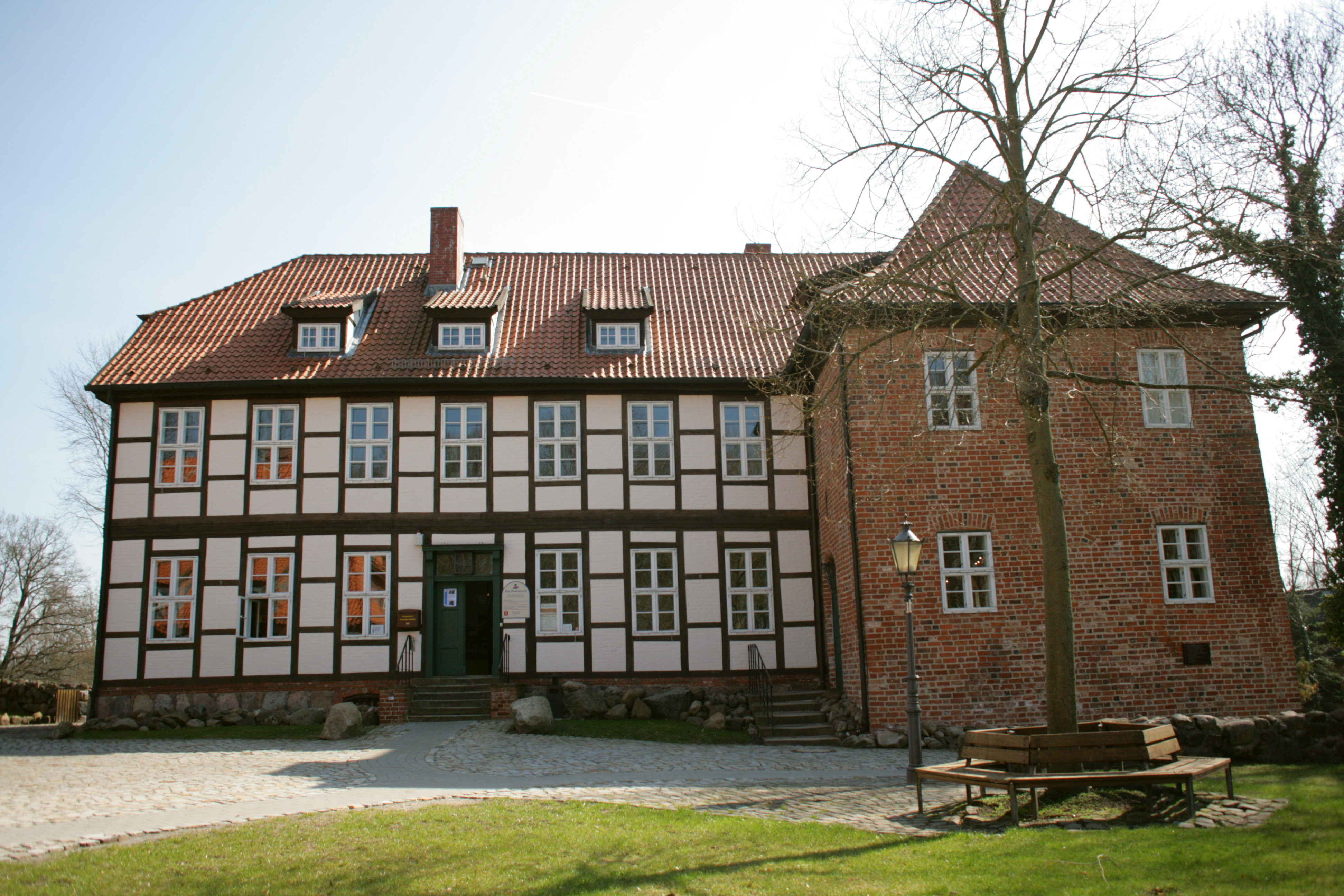
Herrenhaus von Burg Bodenteich in Bad Bodenteich
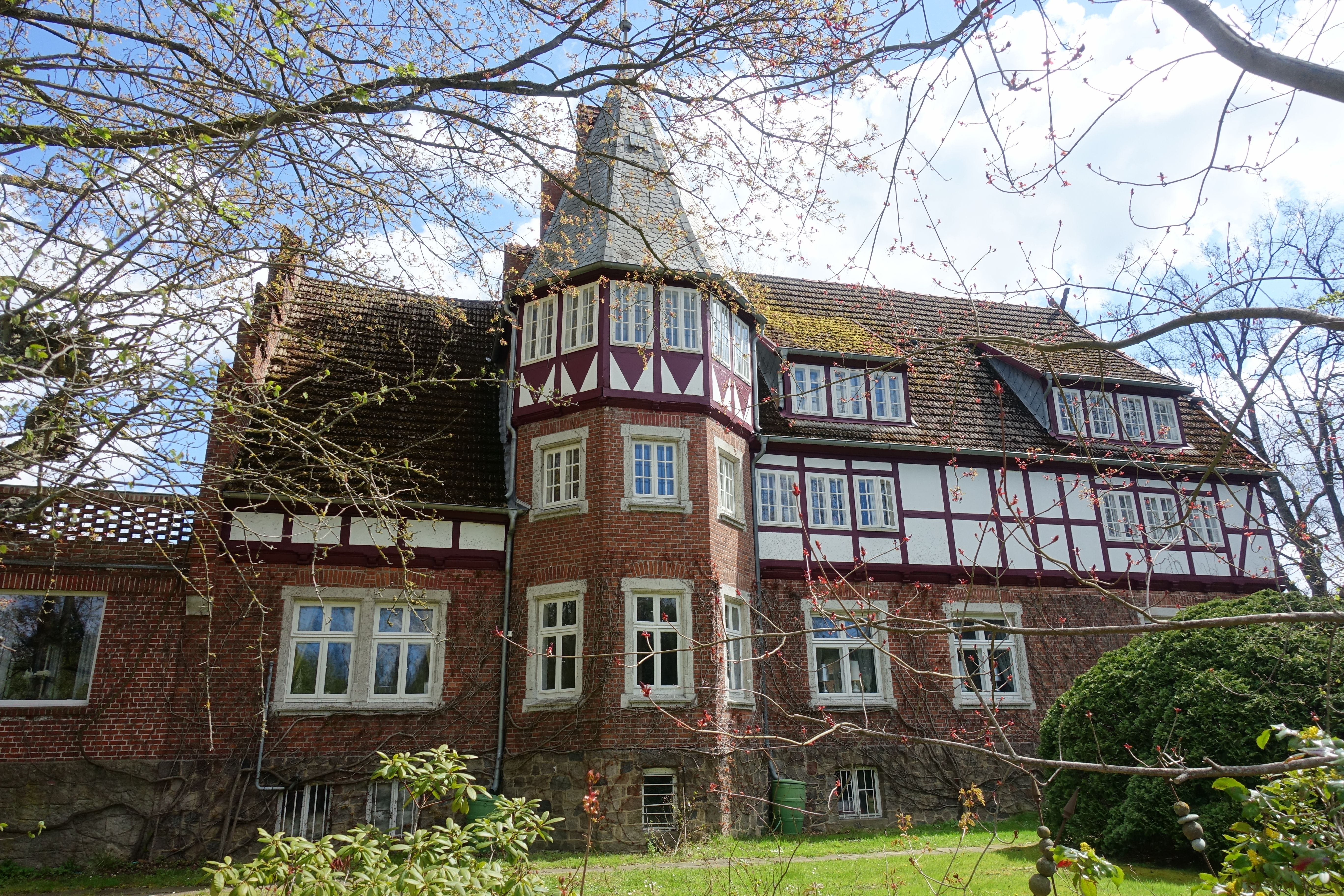
Gutshaus Bardenhagen bei Bienenbüttel
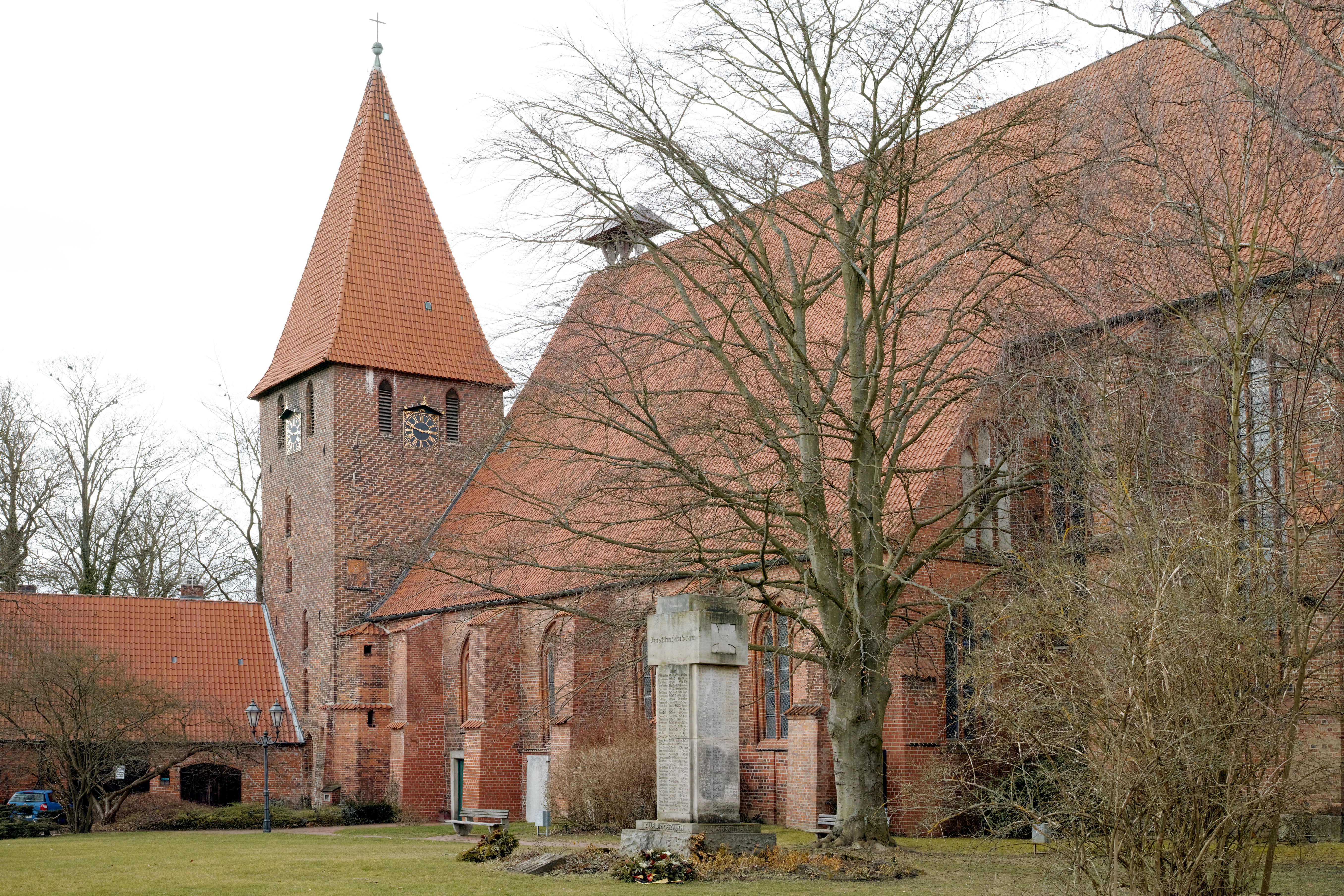
Kloster Ebstorf
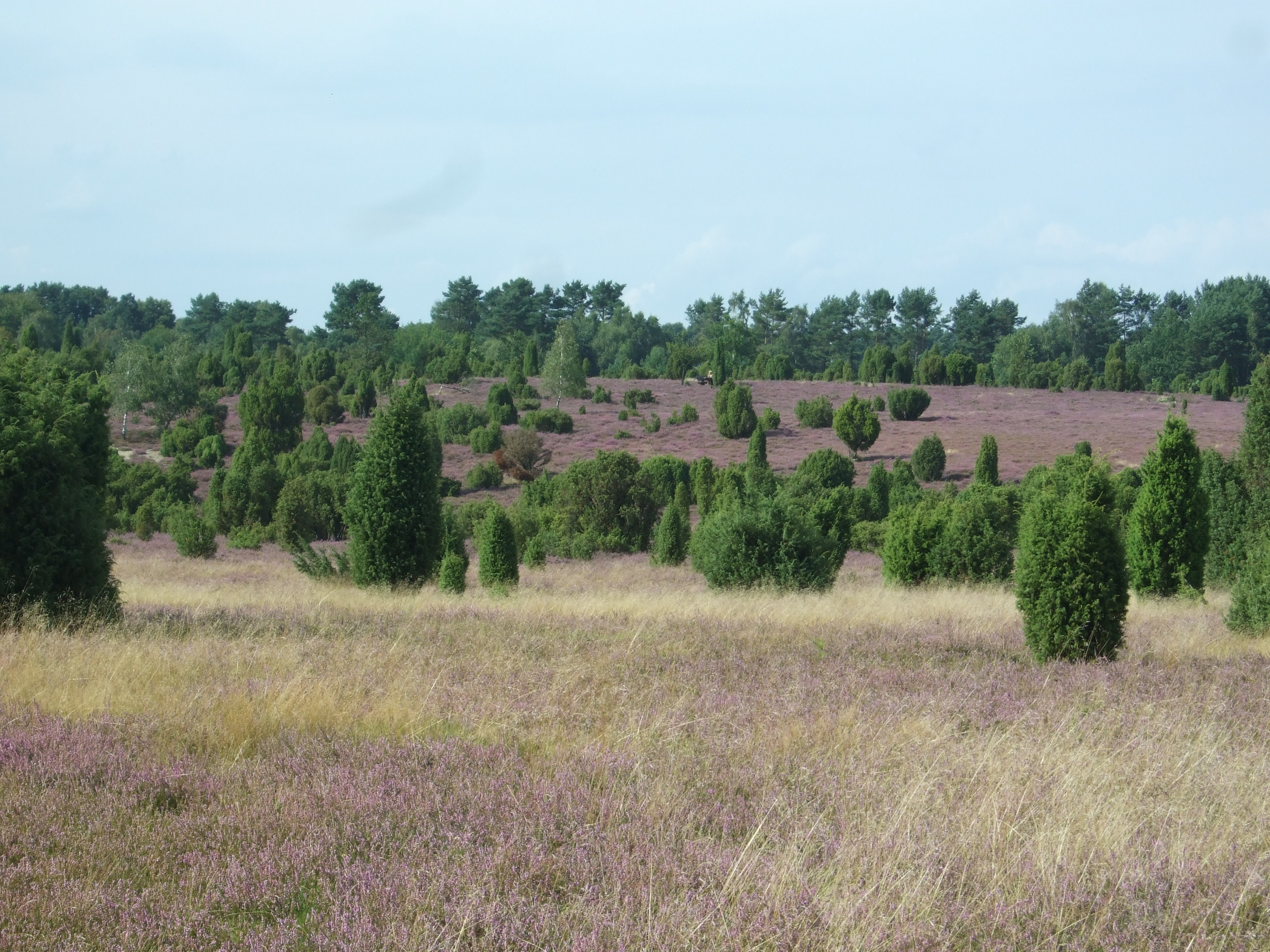
Ellerndorfer Wacholderheide
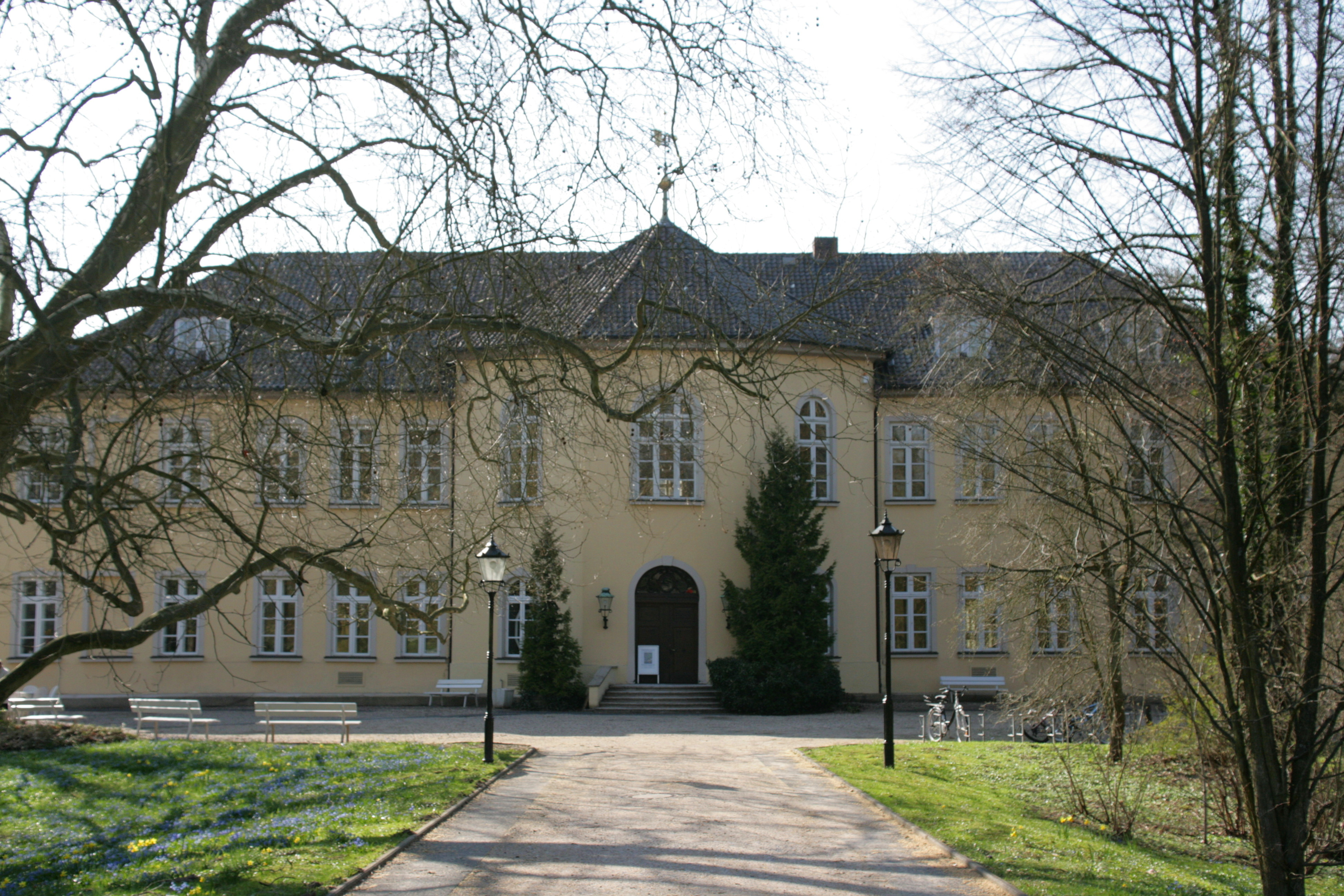
Schloss Holdenstedt
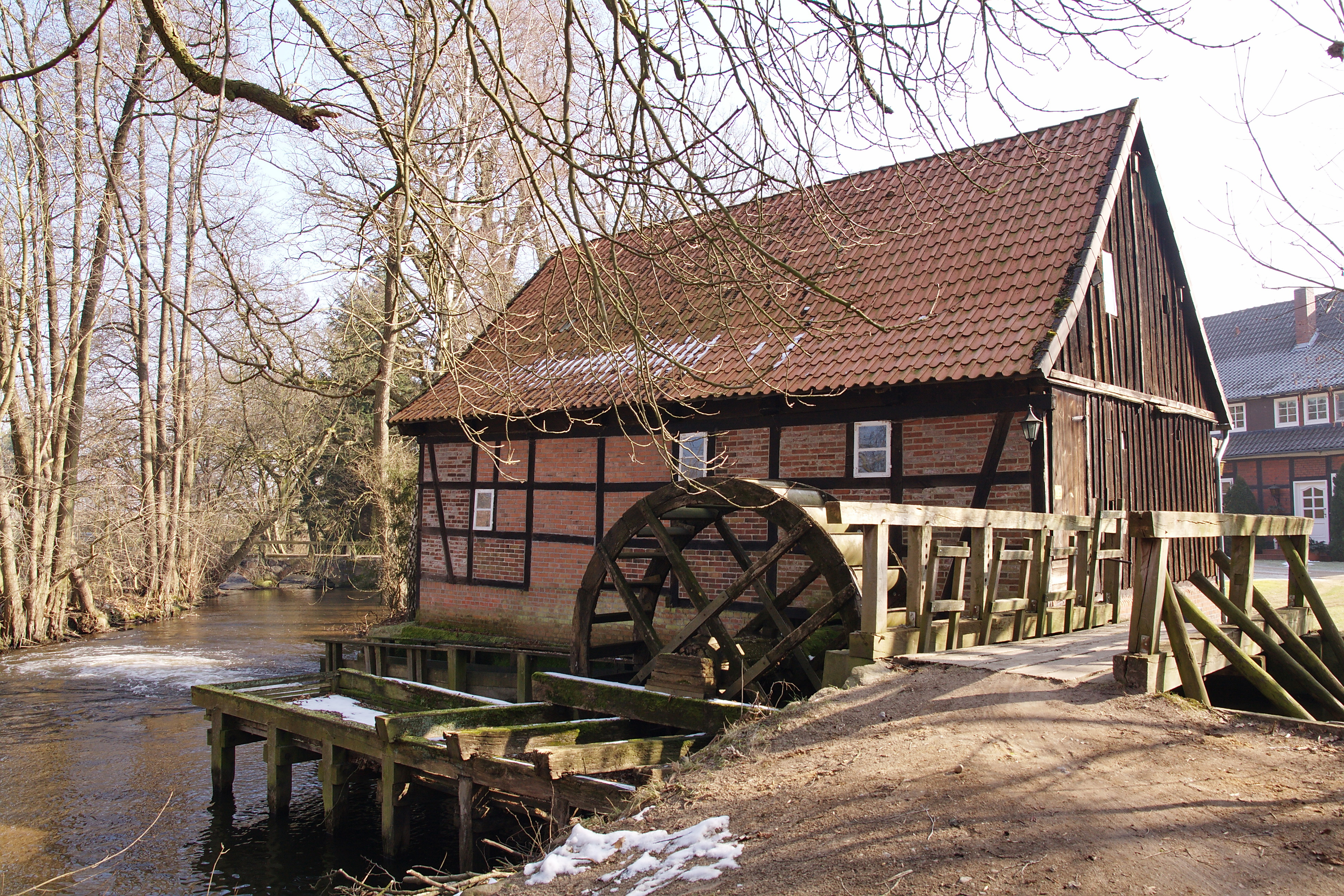
Wassermühle von Holxen
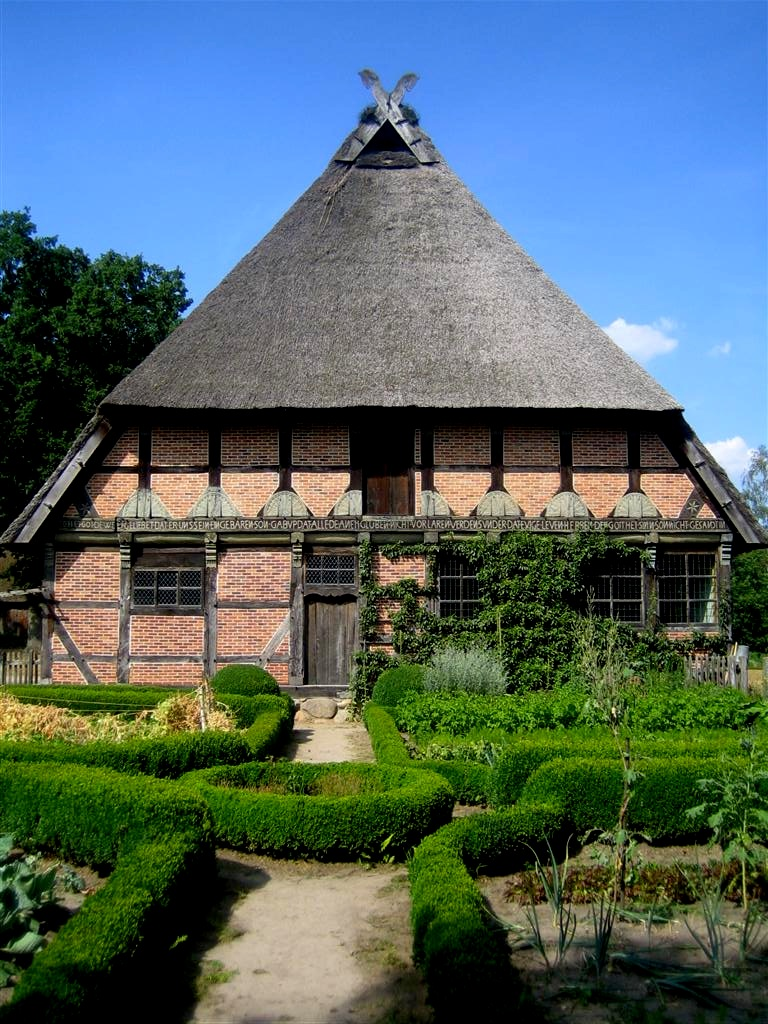
Museumsdorf Hösseringen
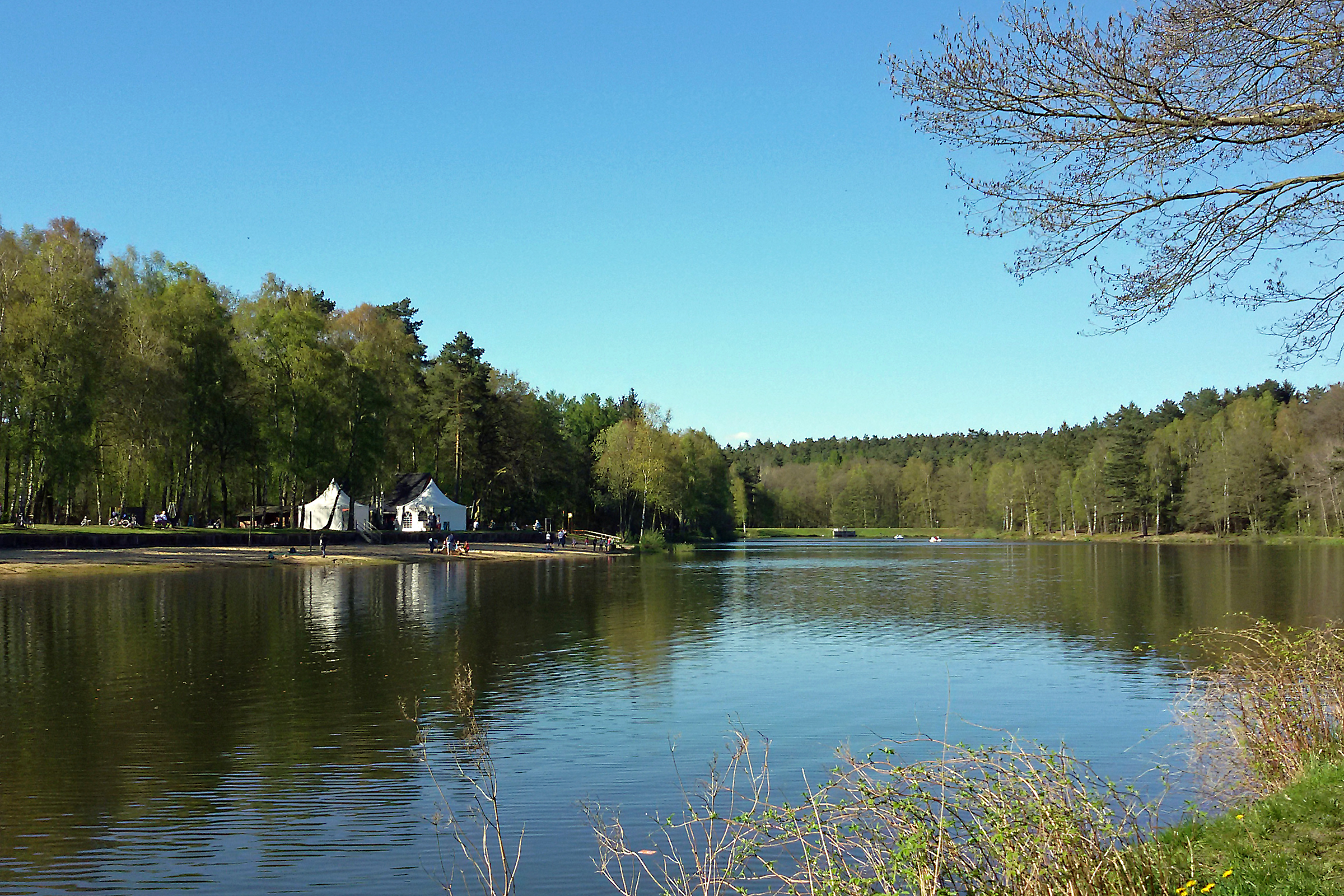
Hardausee
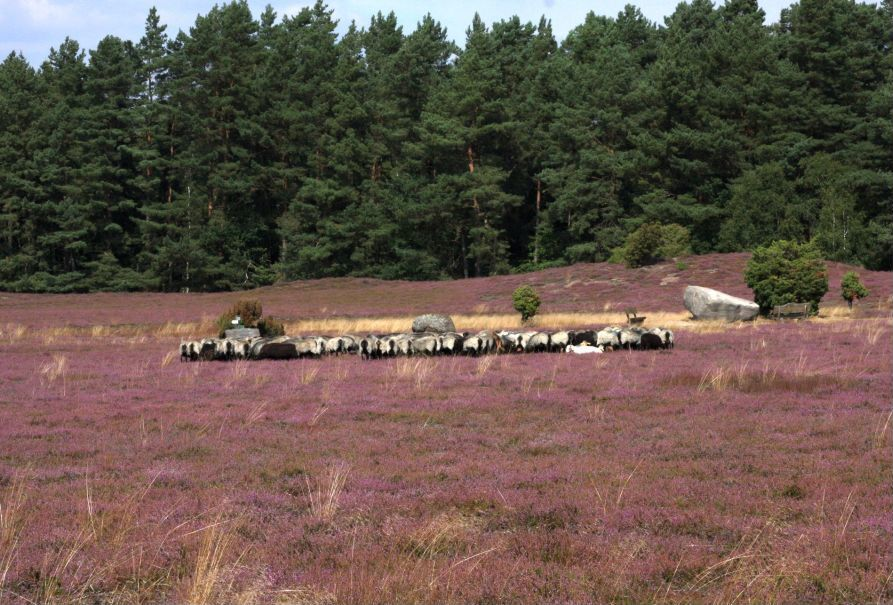
Klein Bünstorfer Heide
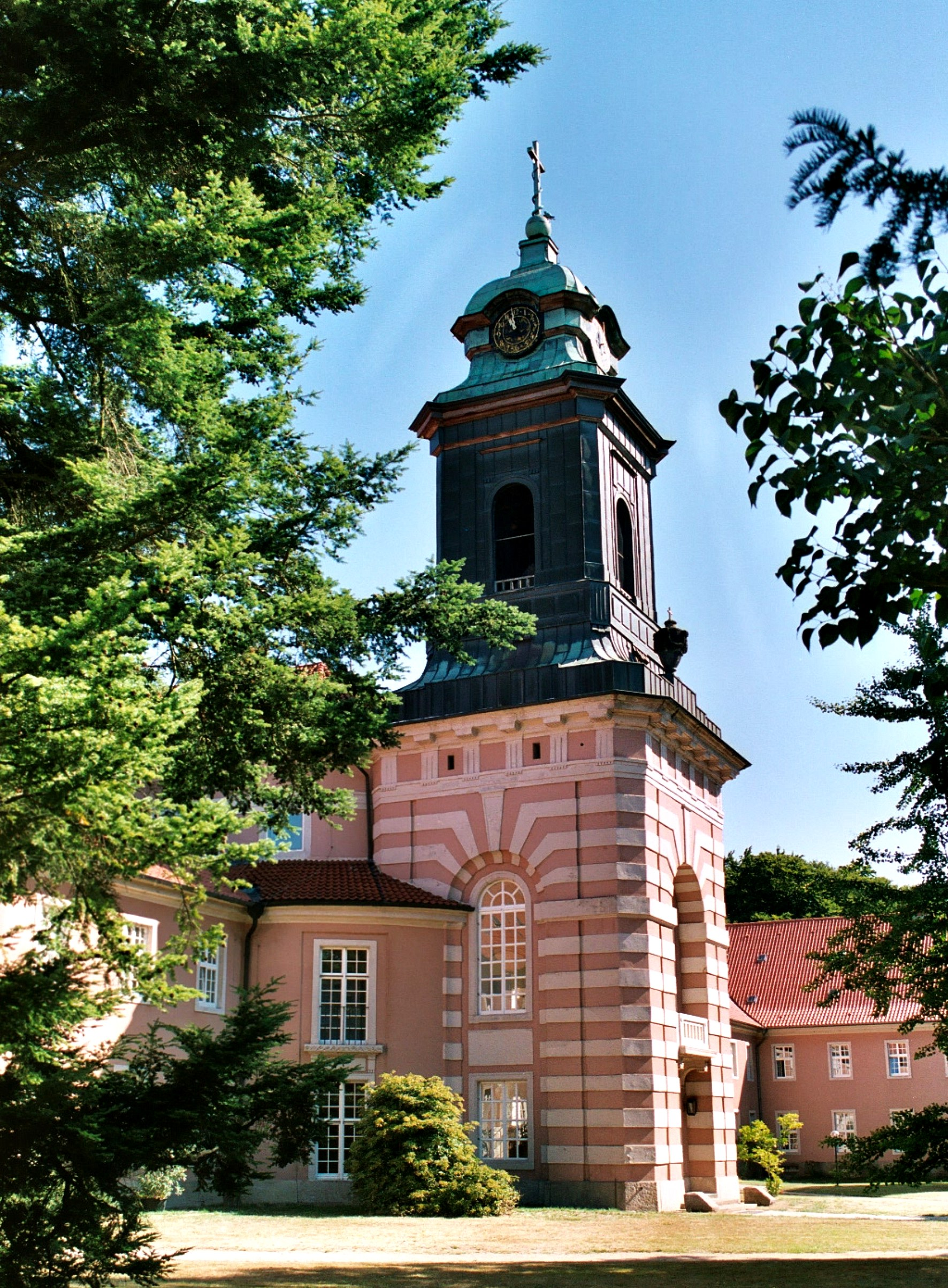
Kloster Medingen
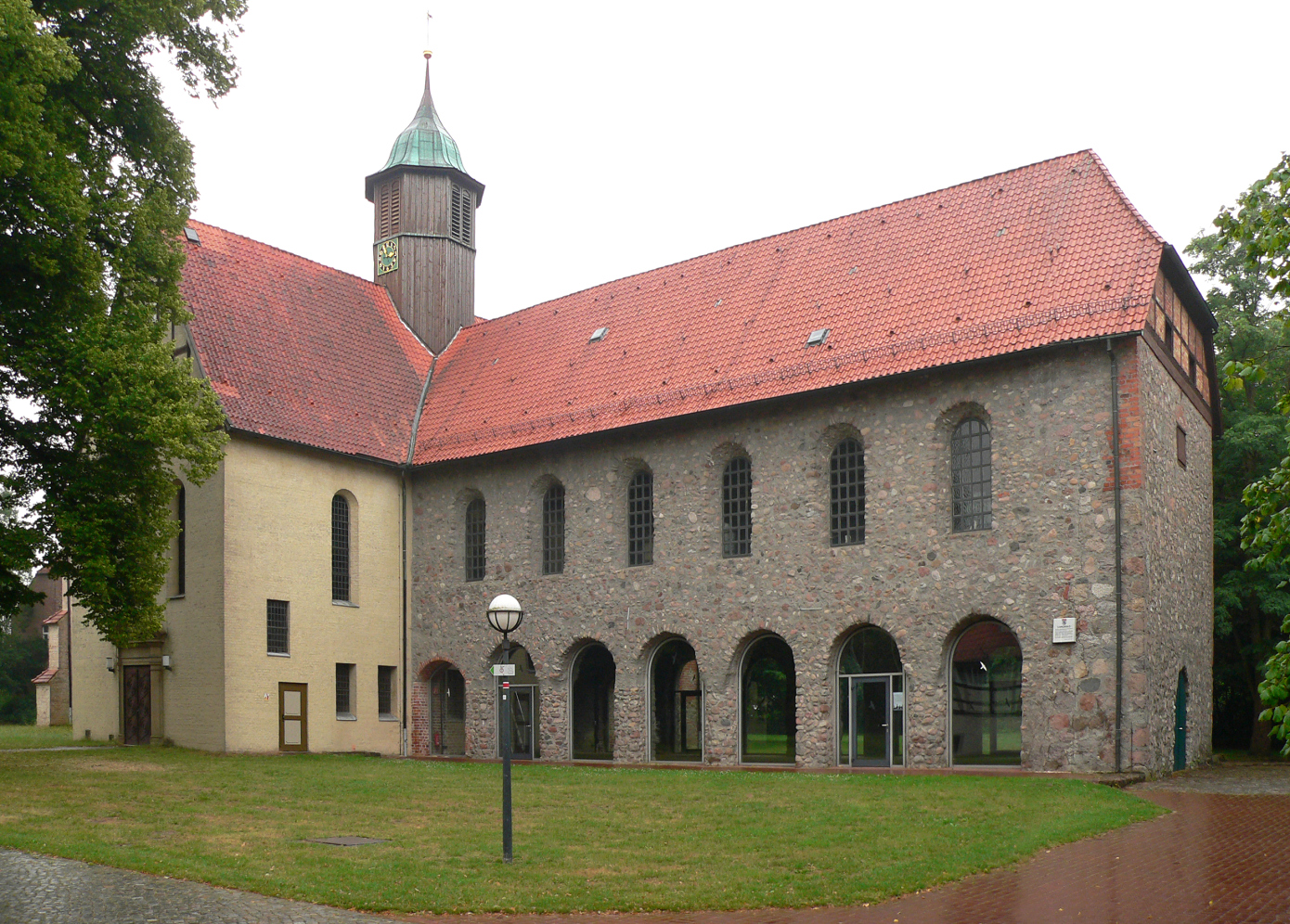
Klosterkirche Oldenstadt
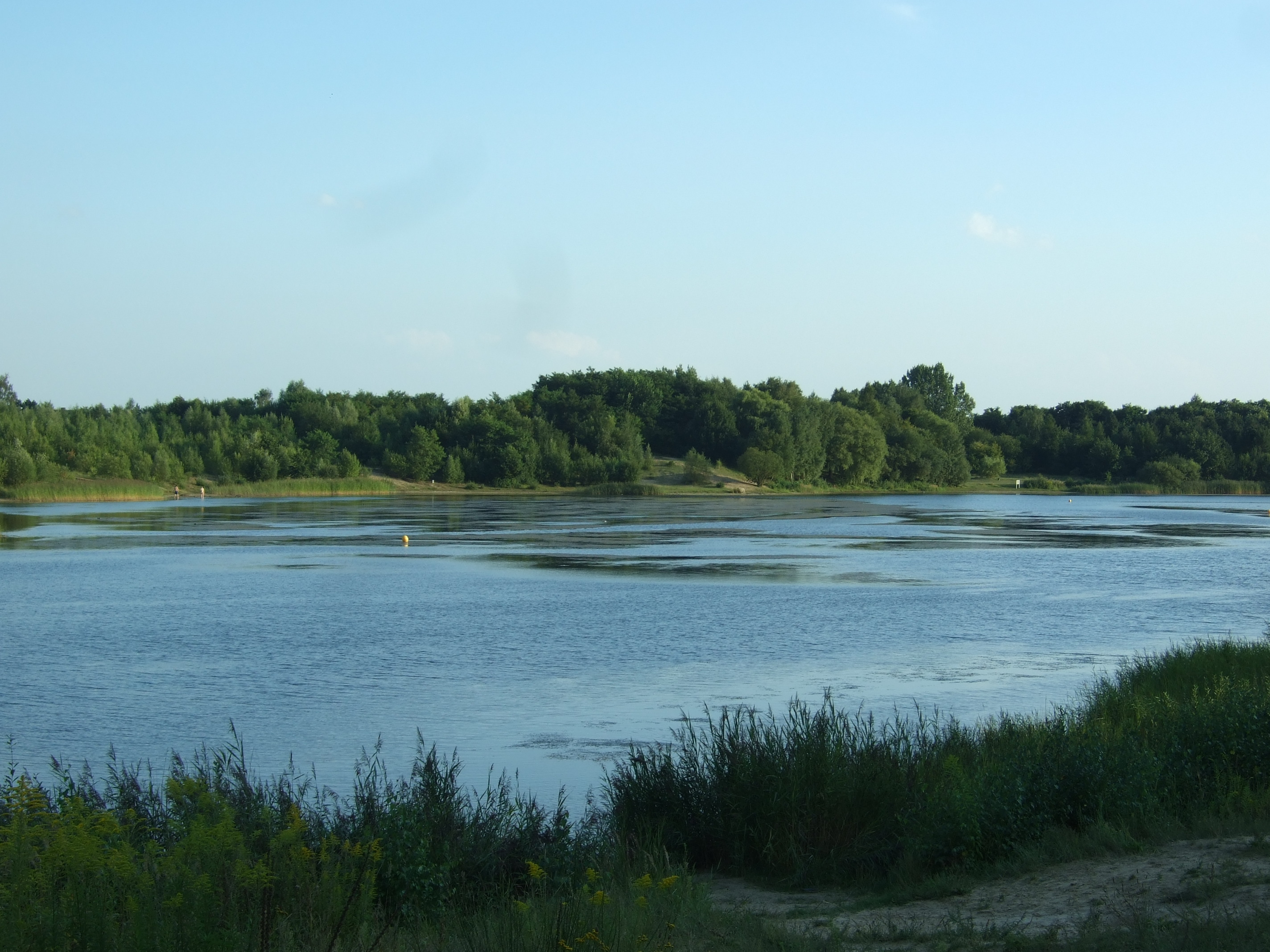
Oldenstädter See
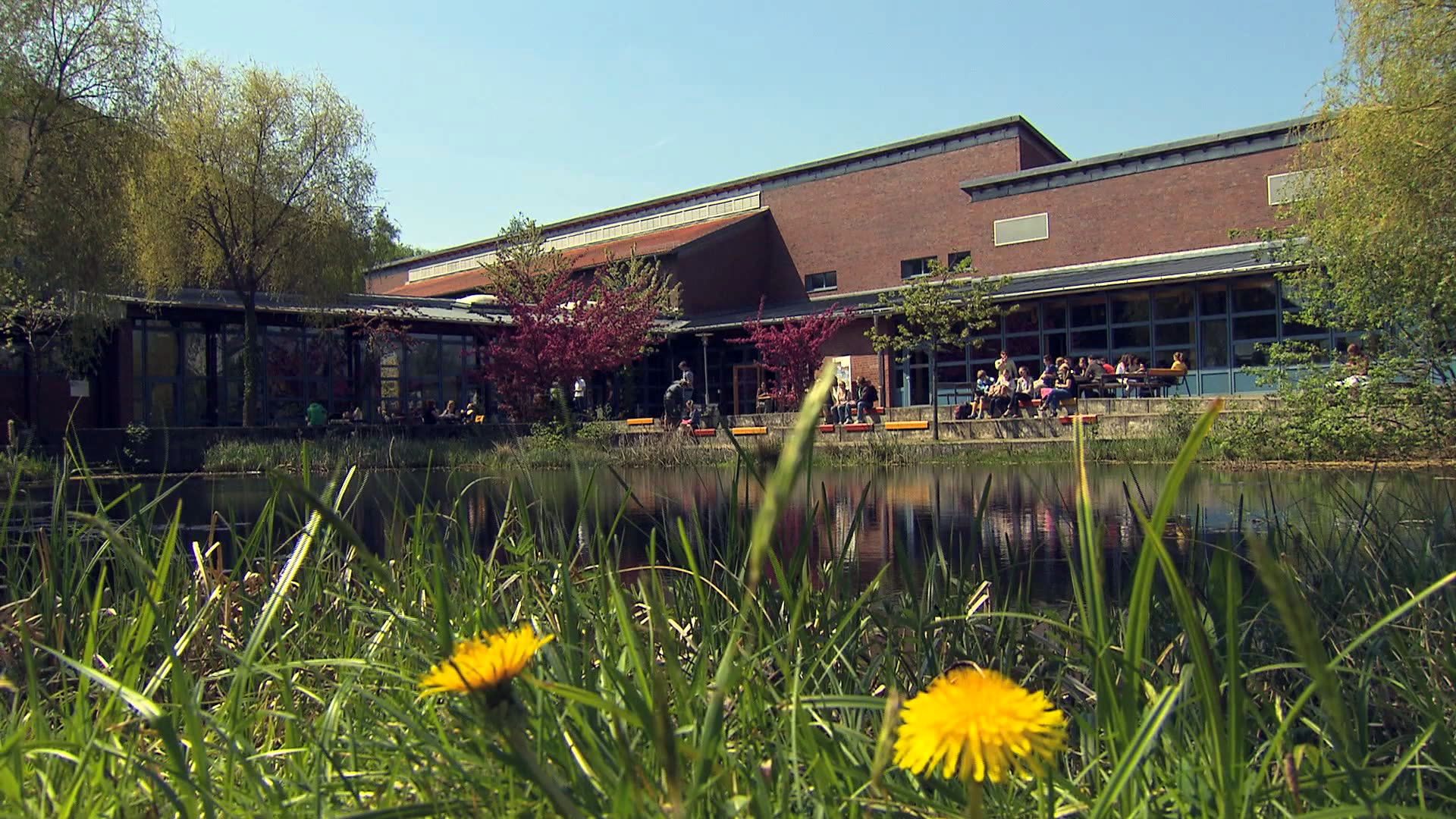
Hochschulstandort Suderburg
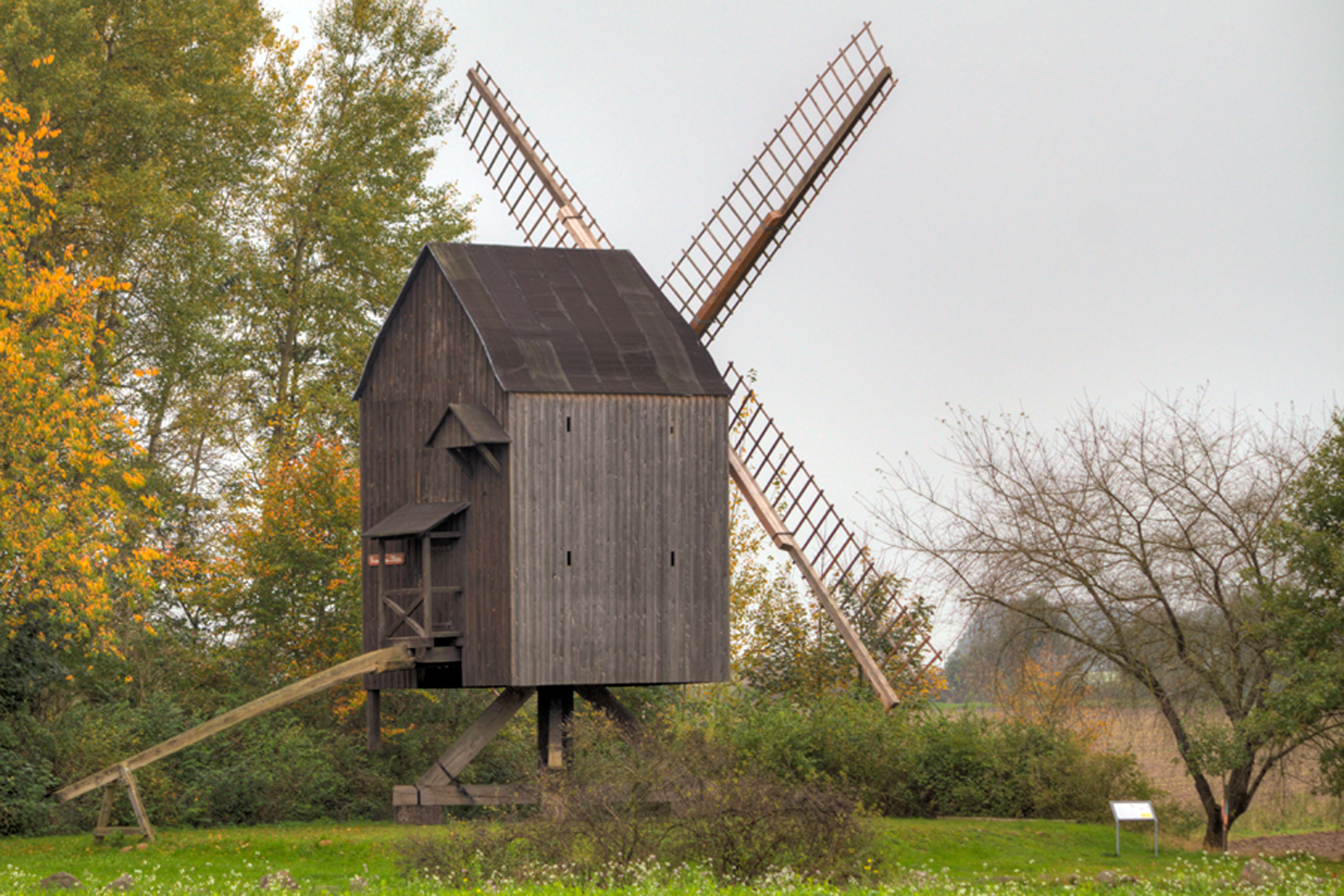
Kaisergarten-Mühle in Suhlendorf
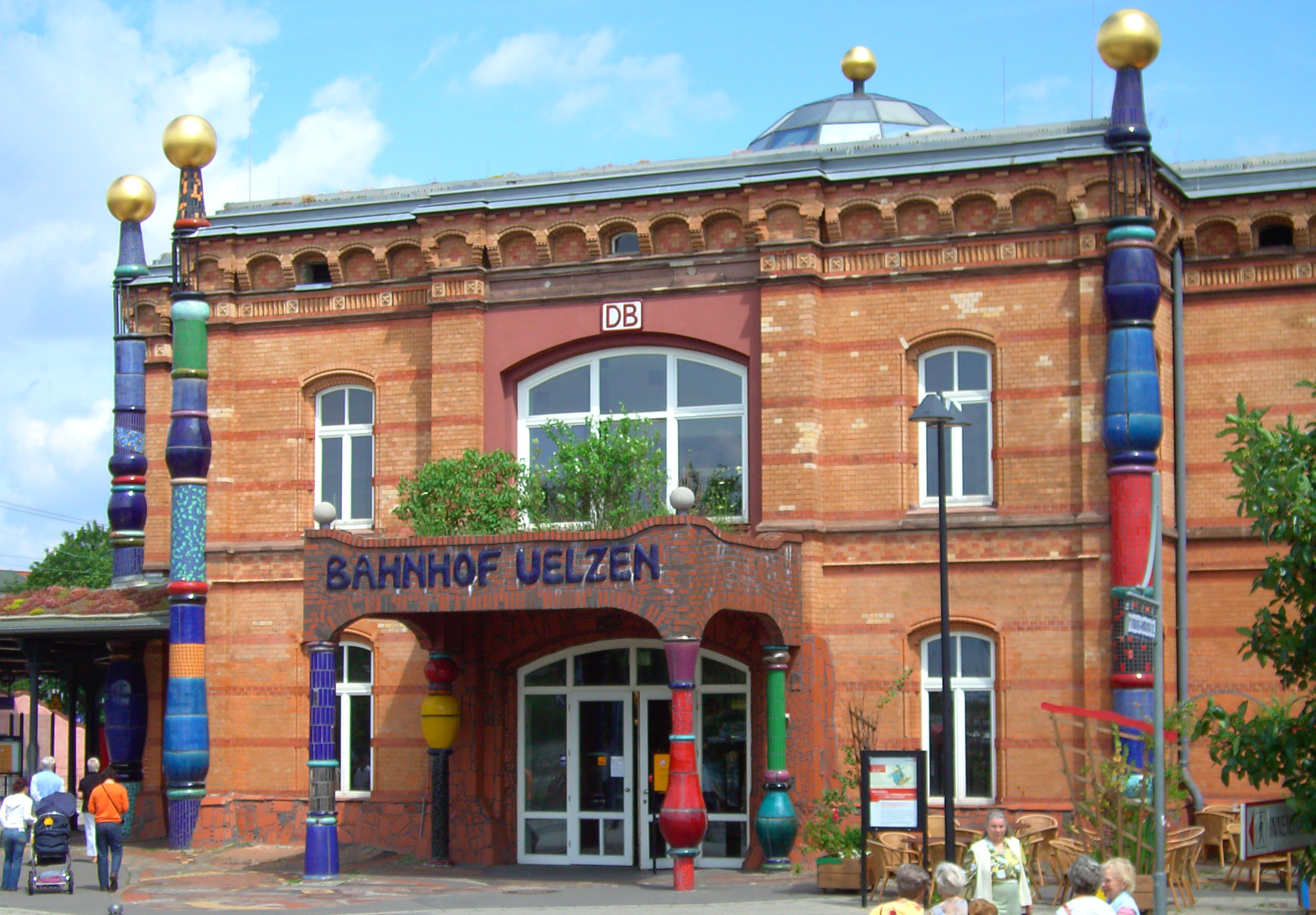
Hundertwasserbahnhof Uelzen

### Einwohnerentwicklung

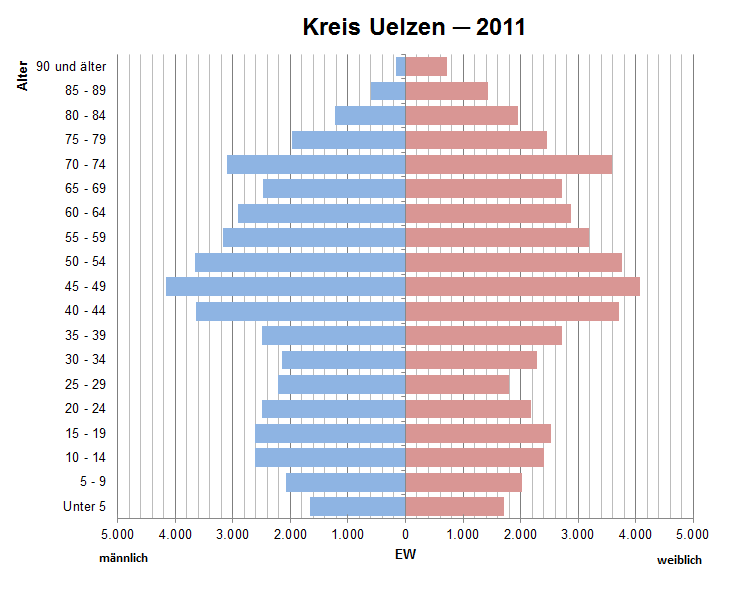
Bevölkerungspyramide für den Kreis Uelzen (Datenquelle: Zensus 2011.)

| Jahr | Einwohner | Quelle |
| ---- | --------- | ------ |
| 1890 | 44.833    |        |
| 1900 | 47.576    |        |
| 1910 | 52.216    |        |
| 1925 | 56.998    |        |
| 1939 | 61.382    |        |
| 1950 | 117.614   |        |
| 1960 | 95.400    |        |
| 1970 | 95.900    | [ 8 ]  |
| 1980 | 95.600    | [ 9 ]  |
| 1990 | 93.490    | [ 10 ] |
| 2000 | 97.285    | [ 10 ] |
| 2010 | 94.020    | [ 10 ] |
| 2020 | 92.566    | [ 10 ] |
| 2022 | 94.362    |        |

### Konfessionsstatistik
2011 waren 63,6 % der Einwohner evangelisch, 6,6 % römisch-katholisch und 29,9 % waren konfessionslos, gehörten einer anderen Religionsgemeinschaft an oder machten keine Angabe. Die Zahl der Protestanten ist seitdem gesunken. Derzeit (Stand 31. Dezember 2019) sind laut kirchlicher Statistik im Landkreis 51.885 evangelische Mitglieder das sind gut 56 % der Landkreisbevölkerung. Laut Kirchenkreis hat es rd. 50.000 Gemeindemitgliedern (53 % der Gesamtbevölkerung) in 26 Kirchengemeinden.

## Politik

### Kreistag
Der Kreistag setzt sich wie folgt zusammen:
- Linke: 1
- SPD: 10
- Grüne: 7
- UWG: 4
- FDP: 3
- CDU: 15
- AfD: 2

| Parteien und Wählergemeinschaften | Parteien und Wählergemeinschaften           | Prozent 2021 | Sitze 2021 | Prozent 2016 | Sitze 2016 | Prozent 2011 | Sitze 2011 | Prozent 2006 | Sitze 2006 |
| --------------------------------- | ------------------------------------------- | ------------ | ---------- | ------------ | ---------- | ------------ | ---------- | ------------ | ---------- |
| CDU                               | Christlich Demokratische Union Deutschlands | 35,6         | 15         | 36,0         | 15         | 39,7         | 17         | 44,4         | 19         |
| SPD                               | Sozialdemokratische Partei Deutschlands     | 23,7         | 10         | 27,1         | 11         | 30,8         | 13         | 34,8         | 14         |
| Grüne                             | Bündnis 90/Die Grünen                       | 16,8         | 7          | 13,6         | 6          | 15,4         | 6          | 7,4          | 3          |
| UWG                               | Unabhängige Wählergemeinschaft              | 9,7          | 4          | 8,9          | 4          | 7,7          | 3          | 6,3          | 3          |
| FDP                               | Freie Demokratische Partei                  | 5,9          | 3          | 3,5          | 2          | 3,0          | 1          | 4,5          | 2          |
| AfD                               | Alternative für Deutschland                 | 5,1          | 2          | 7,7          | 3          | –            | –          | –            | –          |
| Linke                             | Die Linke                                   | 1,7          | 1          | 1,6          | 0          | –            | –          | –            | –          |
| WG KEINE A39                      | Wählergemeinschaft KEINE Autobahn A39       | –            | –          | 1,0          | 0          | 1,7          | 1          | 2,6          | 1          |
| RRP                               | Rentnerinnen- und Rentner-Partei            | –            | –          | –            | –          | 1,47         | 1          | –            | –          |
|                                   | Sonstige                                    | 1,6          | 0          | 0,7          | 0          | 0,0          | 0          | 0,1          | 0          |
| Gesamt                            | Gesamt                                      | 100          | 42         | 100          | 42         | 100          | 42         | 100          | 43         |
| Wahlbeteiligung in Prozent        | Wahlbeteiligung in Prozent                  | 60,0         | 60,0       | 56,4         | 56,4       | 57,0         | 57,0       | 62,6         | 62,6       |

letzte Kommunalwahl am 12. September 2021

### Landräte
- Konrad von Massow, 1885
- Walter von Tzschoppe, 1885–1897
- Gustav Albrecht, 1897–1929
- Siegfried von Campe, 1929–1937
- Gustav Berlin, 1937–1943

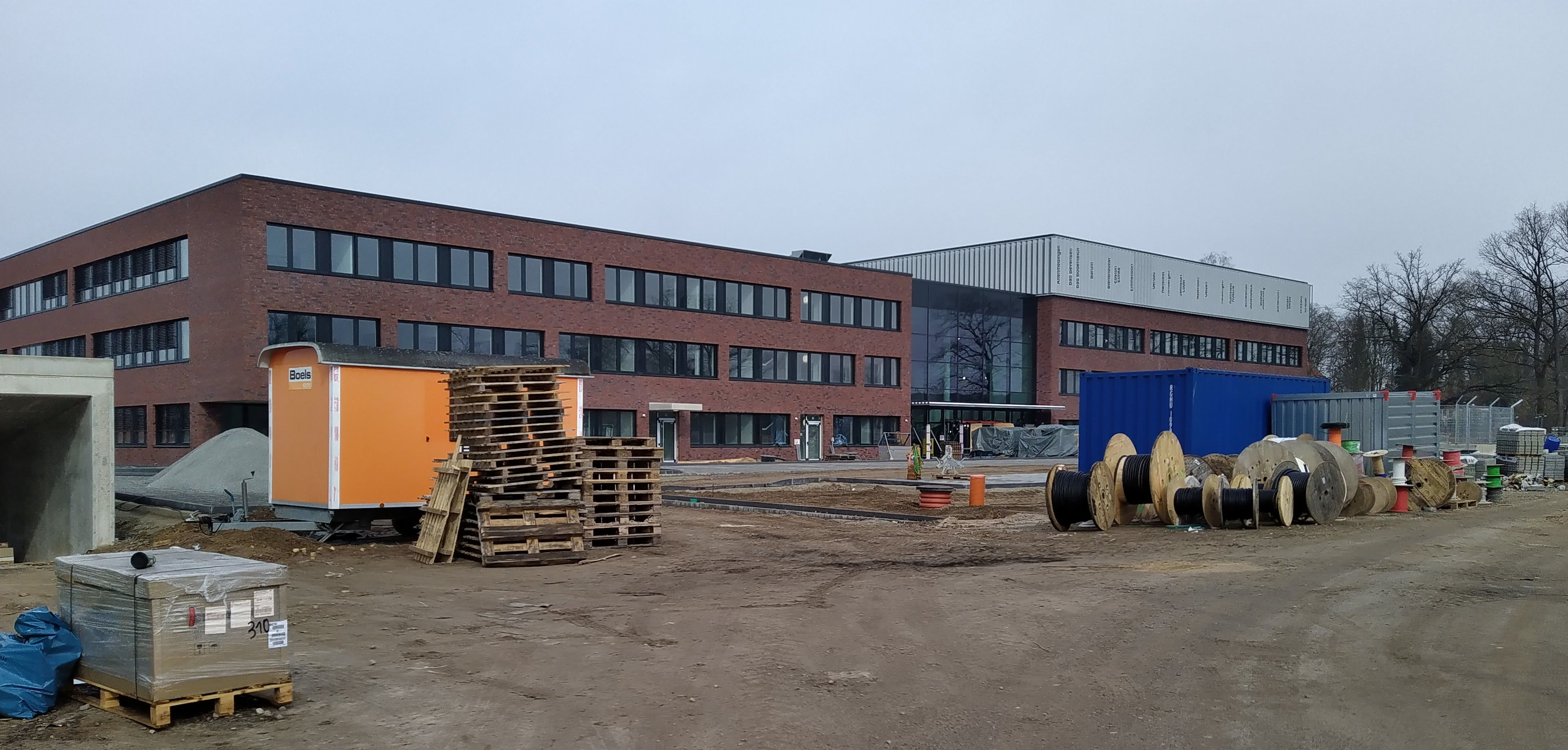
Neubau des Uelzener Kreishauses (2022)

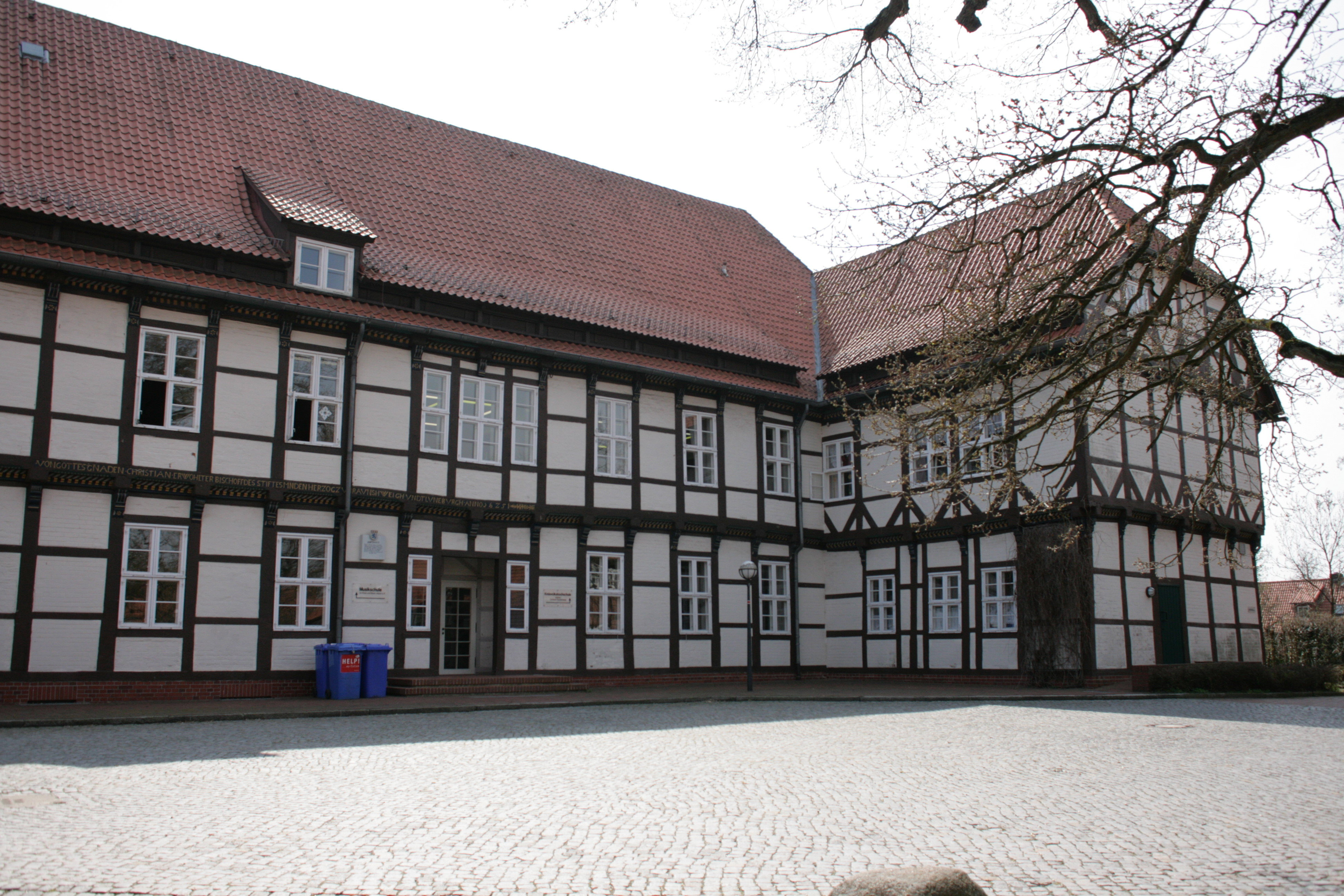
Altes Amtshaus (Sitz der Kreisverwaltung von 1884–1954)

Konrad von Massow war erster Landrat des Kreises Uelzen

- Magnus von Klinkowström, 1943–1944
- Carl Düvel, 1944–1945
- Wilhelm Harder, 1945–1946
- Heinrich Becker, 1946–1947
- Jürgen Früchte, 1947–1951
- Hermann Busse, 1951
- Heinrich Becker, 1951–1952
- Hermann Busse, 1952–1953
- Willi Scharnhop, 1953–1968
- Erich Schulze, 1968–1986
- Gerhard Schulze, 1986–2004
- Theodor Elster, 2004–2011[14]
- Heiko Blume, seit 2011

### Oberkreisdirektoren ab 1945
- Wilhelm Harder, 1945–1946
- Friedrich von Rappard, 1946–1952
- Reinhart Berger, Oberkreisdirektor 1952–1975
- Rolf Sander, kommissarisch 1975–1977
- Dietrich Hoppenstedt, 1977–1979
- Gerhard Geerdts, 1979–1986
- Rolf Sander, kommissarisch 1986
- Theodor Elster, 1986–2004 (Abschaffung des Oberkreisdirektors)[15]

### Wappen
Vorbild für das Wappen des Landkreises Uelzen war offenbar das Wappen des benachbarten Landkreises Lüneburg. Die Beschreibung lautet wie folgt: In silbernem Schild, bestreut mit roten Herzen ein steigender Löwe in Blau. Das rote Schildhaupt belegt mit drei silbernen geradarmigen Tatzenkreuzen.
Die drei Kreuze schmücken das Wappen des Landkreises Uelzen zur Erinnerung an das Wirken der drei alten Klöster Ebstorf, Medingen und Oldenstadt. Die Herzen wurden wiederum in Anlehnung an das dänische Königswappen infolge der Heirat Herzog Wilhelms von Lüneburg mit Prinzessin Helena von Dänemark in das Wappen integriert.

## Wirtschaft und Infrastruktur

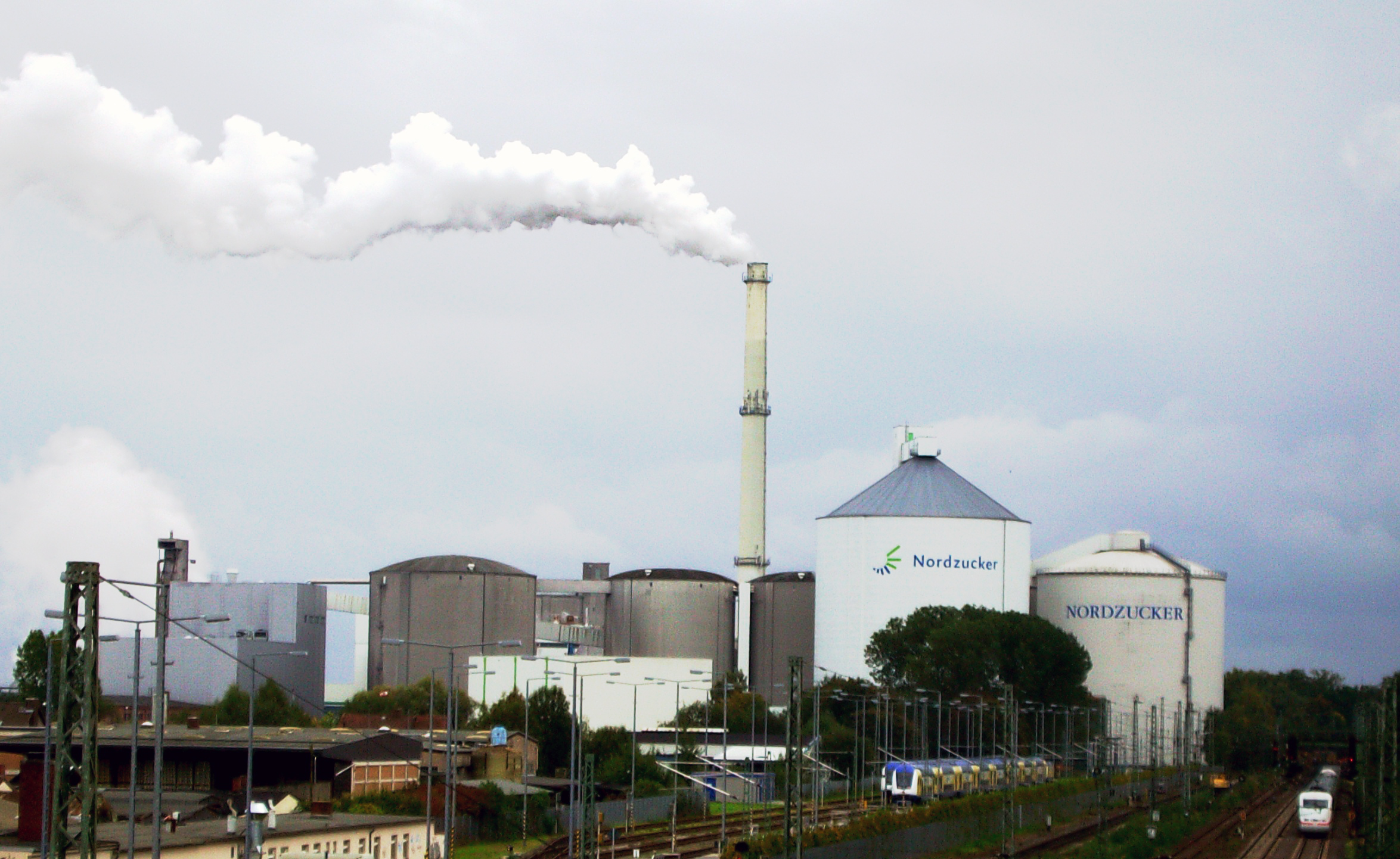
Zuckerfabrik Uelzen

Im Zukunftsatlas 2016 belegte der Landkreis Uelzen Platz 301 von 402 Landkreisen, Kommunalverbänden und kreisfreien Städten in Deutschland und zählt damit zu den Regionen mit „ausgeglichenem Chancen-Risiko Mix“ für die Zukunft.
Der Landkreis Uelzen gehört zu den agrarisch am intensivsten bewirtschafteten Landkreisen Niedersachsens. Begünstigt wird diese Struktur durch lehmige Böden mit hoher Bonitierung auf den Sohllagen des Uelzener-Bevenser Beckens. Zugleich werden ertragsschwächere Standorte auf Moränen- oder Flugsand in besonders hohem Ausmaß künstlich beregnet. Neben Getreide und Zuckerrüben werden vor allem Kartoffeln angebaut. Örtlich wird auch in größerem Umfang Obstbau betrieben. Von überregionaler Bedeutung sind die Zuckerfabrik der Nordzucker AG (eine der größten in Europa), die Vereinigte Saatzuchten eG (VSE), aus der einige bekannte Kartoffelsorten stammen, sowie die Molkerei- und Nahrungsmittelgruppe Uelzena eG, die Bohlsener Mühle GmbH & Co. KG, die Bauck GmbH, Froneri Schöller und das Unternehmen Dreyer-Bienenhonig GmbH, das als Verarbeiter von Honig deutschlandweit bekannt ist.
Der Landkreis Uelzen ist ein Teil des Lüneburgischen Landschaftsverbands.
Für den Tourismus sind neben der Kreisstadt vor allem die Kurorte Bad Bevensen und Bad Bodenteich sowie der Klosterflecken Ebstorf, das Museumsdorf Hösseringen oder das Mühlenmuseum Suhlendorf relevant. In Suderburg befindet sich ein Standort mit zwei Fakultäten der Ostfalia Hochschule für angewandte Wissenschaften.

### Verkehr

#### Straße
Den Landkreis durchzieht von Norden nach Süden die wichtige Bundesstraße 4 („Harz-Heide-Straße“), die seit Ende 2002 komplett an der Kreisstadt vorbeigeführt wird und im Nordkreis immer noch einige kleinere Orte durchquert. Es laufen kontrovers diskutierte Planungen zur Verlängerung der Bundesautobahn 39 von Wolfsburg bis nach Lüneburg, die östlich zur Bundesstraße nahezu parallel verlaufen und in Höhe Uelzen mit einer weiteren Bundesstraße an die ebenfalls geplante Verlängerung der Bundesautobahn 14 Magdeburg–Schwerin angeschlossen werden soll. Der erste Bauabschnitt soll ab 2020 Uelzen mit Lüneburg und damit der Bundesautobahn 39 nach Hamburg verbinden. Von West (Soltau) nach Ost und ebenfalls durch die Hansestadt Uelzen verläuft die Bundesstraße 71.

#### Eisenbahn

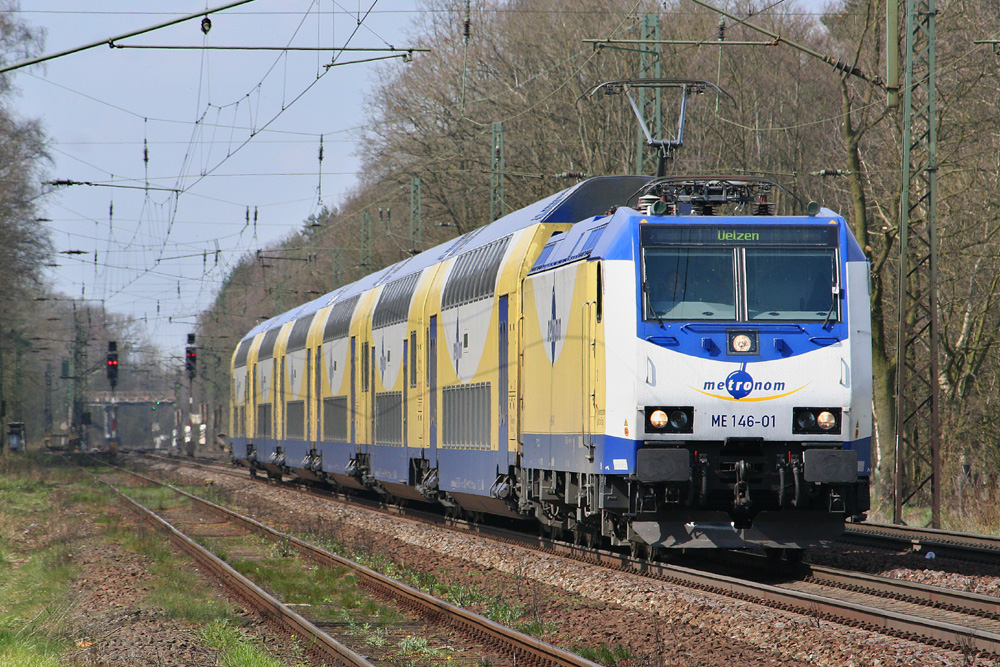
Die metronom Eisenbahngesellschaft hat ihren Sitz in Uelzen

Die Hansestadt Uelzen ist ein historischer Knotenpunkt der Hauptbahn Hamburg–Hannover und der als Amerikalinie bekannten Strecke Bremen–Stendal–Berlin, von der in Wieren eine Verbindung nach Braunschweig abzweigt. Die Bahnstrecke Uelzen-Dannenberg (West) ist stillgelegt.
An der Strecke Hamburg–Hannover liegen die Zugangsstellen Bienenbüttel, Bad Bevensen, Uelzen und Suderburg, an der Amerikalinie Ebstorf, Uelzen, Stederdorf, Wieren und Soltendieck, an der Bahn nach Braunschweig der Bahnhof Bad Bodenteich.
Der Regionalverkehr auf den Strecken Uelzen–Hamburg und Hamburg–Bremen führt seit dem Dezember 2003 die metronom Eisenbahngesellschaft durch, die seit Dezember 2005 zusätzlich von Göttingen über Hannover nach Uelzen fährt. Da die ehemaligen Betriebswerke im Bereich des Bahnhofes aufgelöst und die Flächen samt Gebäuden verkauft worden sind, entstand für das Verkehrsunternehmen im Norden der Hansestadt Uelzen ein neues Betriebswerk.
Zum Fahrplanwechsel 2017/18 soll der SPNV im Landkreis Uelzen in den Hamburger Verkehrsverbund eingegliedert werden.

#### Binnenschifffahrt

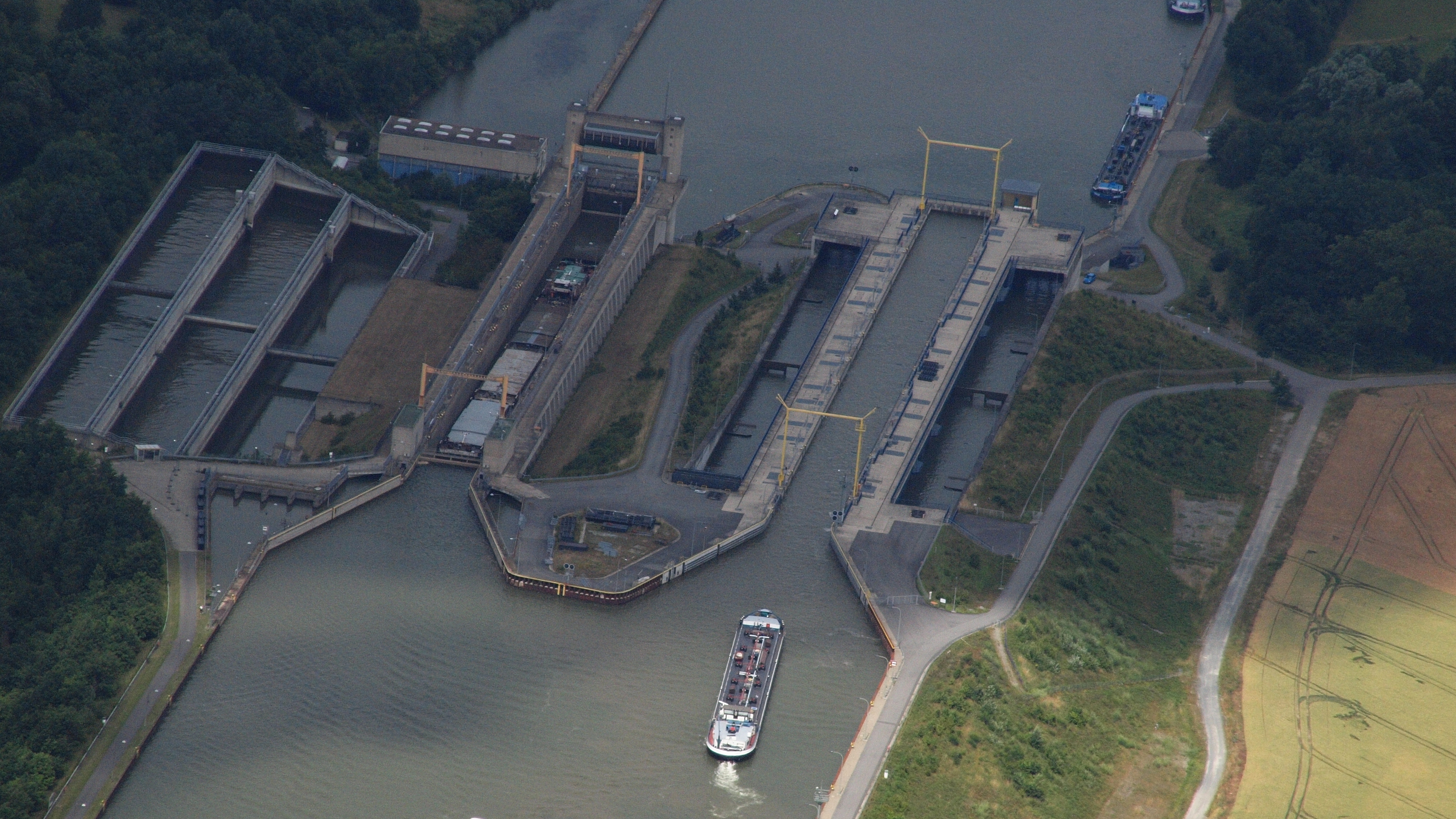
Schleusengruppe Uelzen

Der größte Fluss des Kreises, die Ilmenau, ist zwar hier nicht schiffbar, der Elbe-Seitenkanal jedoch verbindet die wichtigen Schifffahrtsrouten Elbe im Norden und Mittellandkanal im Süden. Durch den Hafen am Elbe-Seitenkanal ist die Hansestadt Uelzen an das europäische Binnenwasserstraßennetz angeschlossen und mit den Seehäfen der Hansestädte Hamburg und Lübeck sowie mit den Industrie- und Handelszentren Hannover, Braunschweig, Salzgitter und Magdeburg verbunden. Der Hafen kann von Schiffen der Binnenschiffsklasse Vb (Europaschiff) und Schubverbänden bis 200 m Länge angelaufen werden und verfügt, wie das angrenzende Industriegebiet, über einen Gleisanschluss.
Aufgrund der stetig steigenden Umschlagzahlen (zuletzt 430.000 Tonnen pro Jahr) existieren Überlegungen, ein neues bis zu 100 Hektar großes Industrie- und Gewerbegebiet am Ostufer des Elbe-Seitenkanals auszuweisen und einen weiteren Kai zu errichten. Die südöstlich der Stadt bei Esterholz gelegene Schleuse Uelzen II wurde bis 2006 für 122 Millionen Euro erbaut und ist mit einer Hubhöhe von 23 Metern und einer Kammerlänge von 190 Metern – nach den neuen Schleusen des Panama-Kanals – die größte Sparschleuse der Welt. Sie kann im 24-Stunden-Betrieb von der Berufsschifffahrt genutzt werden. Auch die parallel bestehende Schleuse Uelzen I mit 185 Metern Kammerlänge ist aufgrund des zeitweise hohen Verkehrsaufkommens weiterhin in Betrieb. In Uelzen-Groß Liedern gibt es einen Sportboothafen mit über 40 Liegeplätzen.

#### Luftverkehr

Westlich der Stadt gelegener Flugplatz Uelzen

Westlich von Uelzen befindet sich bei dem Dorf Barnsen der Flugplatz Uelzen mit einer 800 Meter langen und 20 Meter breiten Asphaltbahn. Der Flugplatz darf von Flugzeugen und Hubschraubern mit einem zulässigen Gesamtgewicht von 5,7 Tonnen angeflogen werden. Neben der privaten Sportfliegerei wird der Platz auch von Geschäftsfliegern genutzt. Die nächstgelegenen Verkehrsflughäfen sind der Flughafen Hannover (rund 80 km) und der Flughafen Hamburg (rund 90 km).

## Medien
Die wichtigste Tageszeitung im Landkreis ist die Allgemeine Zeitung, die seit 1849 in der Kreisstadt Uelzen erscheint. Der Norddeutsche Rundfunk strahlt werktäglich sieben Regionalfenster im Hörfunk auf NDR 1 Niedersachsen aus. Zuständig für die Region Nordostniedersachsen ist das NDR Studio in Lüneburg, wo auch Fernsehberichte aus dem Landkreis Uelzen, unter anderem für Hallo Niedersachsen, NDR Info oder die tagesschau gefertigt werden.

## Medizinische und soziale Einrichtungen
Im Landkreis Uelzen sind mehrere Krankenhäuser und Kliniken angesiedelt:
- Helios Klinikum Uelzen
- Psychiatrische Klinik Uelzen
- MediClin Seepark Klinik, Bad Bodenteich
- Herz- und Gefäßzentrum Bad Bevensen
- DianaKlinik, Bad Bevensen
- Klinik Lüneburger Heide, Bad Bevensen
- Caduceus Klinik, Bad Bevensen

Kliniken im Landkreis Uelzen
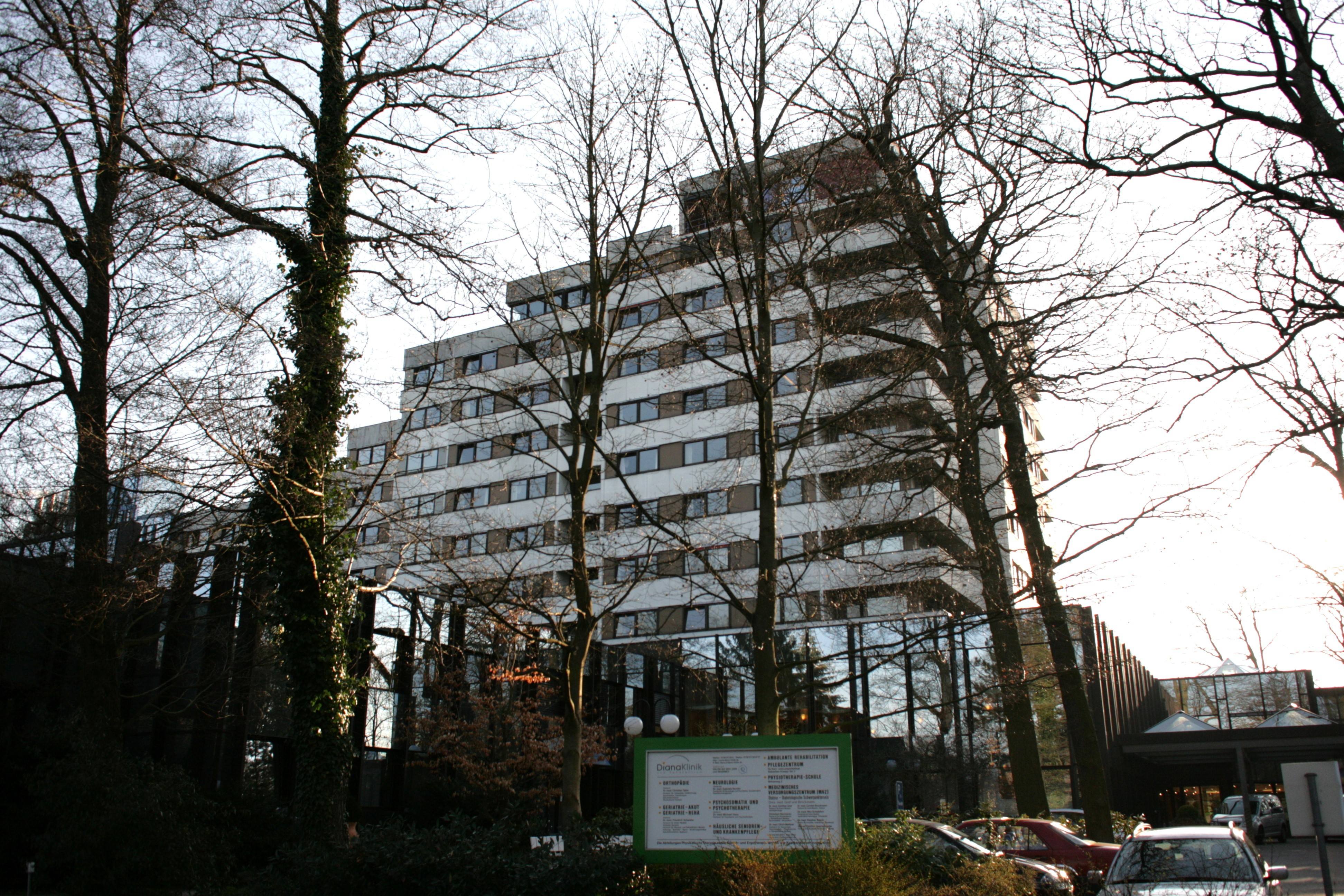
DianaKlinik in Bad Bevensen
Herz- und Gefäßzentrum in Bad Bevensen
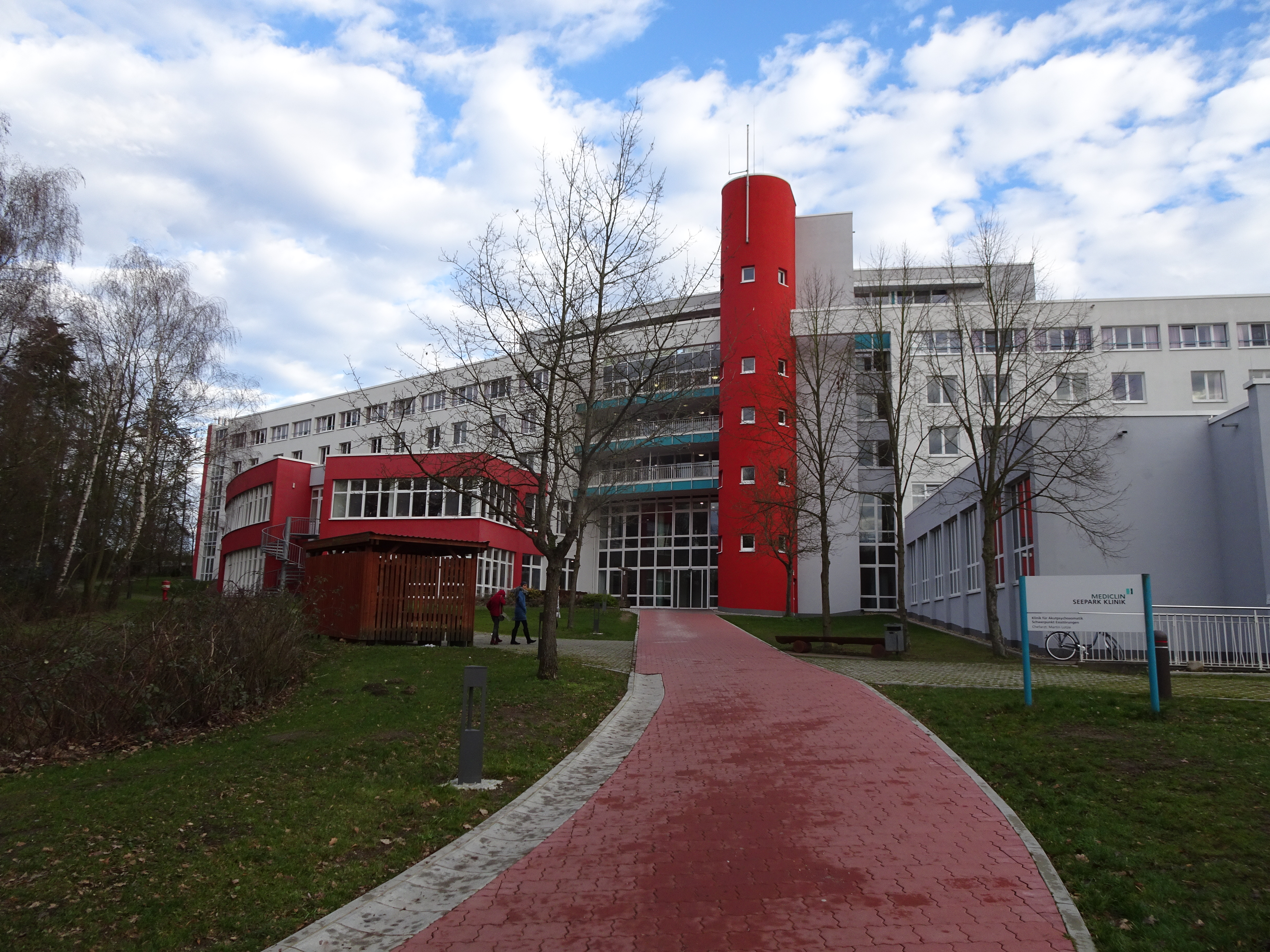
MediClin Seepark Klinik in Bad Bodenteich
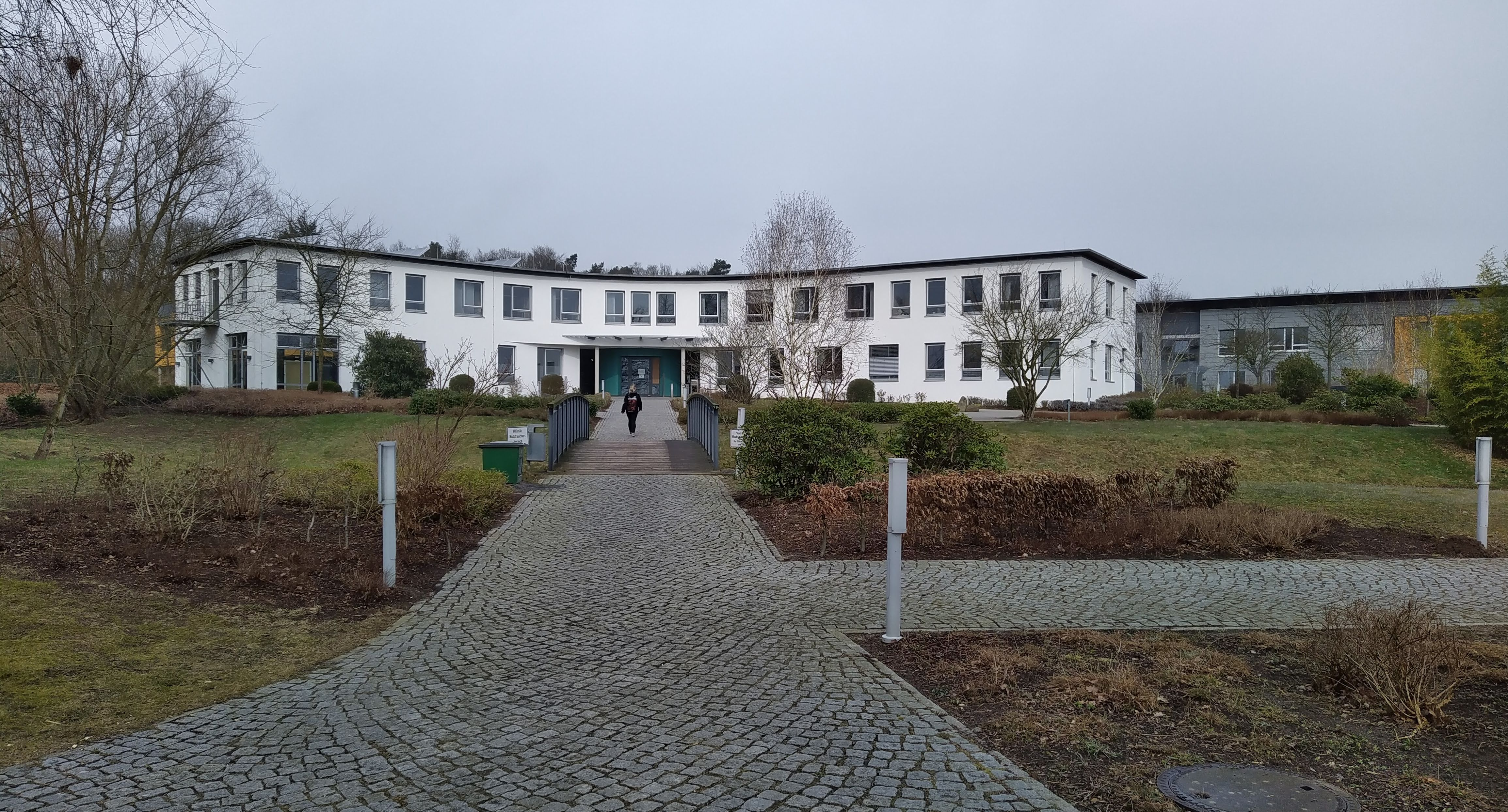
Psychiatrische Klinik in Uelzen

Am Klinikum Uelzen ist der Rettungshubschrauber Christoph 19 stationiert. Daneben gibt es im gesamten Landkreis ein vielfältiges Angebot an Haus- und Fachärzten, Alten- und Pflegeheimen sowie weiteren Angeboten sozialer Dienste.

## Archäologische Denkmäler

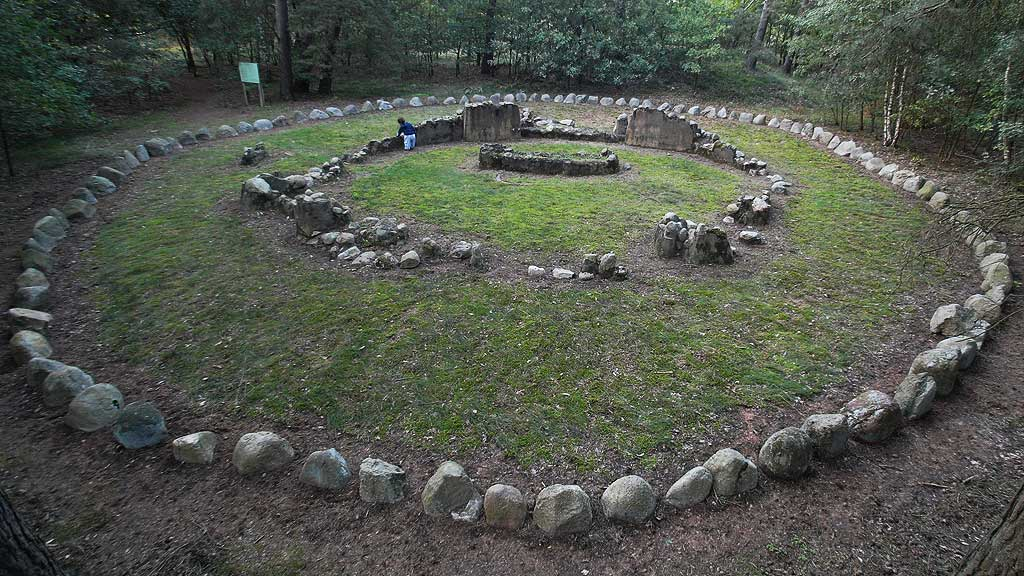
Gräberfeld in der Addenstorfer Heide

Das Gesicht des Landkreises wird durch das von bewaldeten Höhenzügen umrahmte Uelzener Becken bestimmt. Von Süd nach Nord verläuft das Ilmenautal durch das Kreisgebiet. Die naturräumlich günstigen Gegebenheiten sowie die fruchtbaren Böden boten schon in frühester Zeit gute Voraussetzungen für eine Besiedlung durch den Menschen.
Dies spiegelt sich in den über 6000 lokalisierten Fundstellen wider. Damit stellt der Landkreis eine der fundreichsten Regionen Niedersachsens dar. Von 1984 bis 1986 inventarisierte eine Arbeitsgruppe des Instituts für Denkmalpflege im Gelände über 4600 obertägig sichtbare archäologische Objekte: Großsteingräber, Grabhügel, Steinkisten, Landwehren und Burganlagen aber auch Altäcker und Wegespuren. Nicht überprüft werden konnten die zahlreichen Urnenfriedhöfe und Siedlungsstellen verschiedener Zeitstufen. Aufgrund ihres Zustandes und ihrer historischen Bedeutung wurden fast 2700 Objekte in das Verzeichnis der Kulturdenkmale aufgenommen.
Der außerordentliche Fundreichtum hat frühzeitig das Interesse von Altertumsforschern geweckt. Hervorzuheben sind die Kartierungen der Geländedenkmale in der Gegend durch den Kammerherrn Georg Otto Carl von Estorff in der ersten Hälfte des 19. Jahrhunderts und die Grabungen von Gustav Schwantes kurz vor der Jahrhundertwende. Schwantes Verdienst besteht in der Erstellung einer Gliederung der vorrömischen Eisenzeit, deren Stufen er nach den Fundorten im Kreisgebiet benannte. Das Gräberfeld von Jastorf wurde sogar namengebend für die Jastorfkultur, eine Kulturgruppe der älteren vorrömischen Eisenzeit im östlichen Niedersachsen, in Holstein und Mecklenburg.
Die ältesten Funde im Kreisgebiet stammen aus der Alt- und Mittelsteinzeit (ca. 600.000 bis 4500 v. Chr.). Im früheren Museum Schloss Holdenstedt konnte der so genannte Schildkern von Medingen besichtigt werden, ein Werkzeug, das zwischen der letzten und vorletzten Eiszeit gefertigt wurde und somit 80.000 oder gar 100.000 Jahre alt ist. Ein ähnlich hohes Alter hat wohl auch der ebenfalls in Holdenstedt ausgestellte Faustkeil von Lehmke.
Unter den sichtbaren Denkmalen im Stadt- und Landkreisgebiet haben die Grabbauten den größten Anteil, sie sind zugleich die auffälligsten Hinterlassenschaften des urgeschichtlichen Menschen. Grabhügel und Großsteingräber prägten einst das Landschaftsbild. Carl von Estorff publizierte 1846 die stattliche Anzahl von 6000 Grabhügeln, von denen noch 2609 erhalten sind. Weitaus größer sind die Verluste an Großsteingräbern. Von den von Estorff verzeichneten 219 waren im Jahre 1986 noch 29 erhalten, in gutem Zustand waren davon nur 12, darunter:
- Hünenbett bei Kahlstorf
- Königsgräber bei Haaßel
- Opferstein von Melzingen
- Steinkiste im Uelzener Stadtwald

Restaurierte Grabhügel befinden sich:
- Gräberfeld in der Addenstorfer Heide (Bad Bevensen)
- am Stadthafen in Uelzen
- im Stadtgebiet von Bad Bevensen

## Gemeinden
(Einwohnerzahlen vom 31. Dezember 2023)
Einheitsgemeinden
1. Bienenbüttel (6650)
2. Uelzen, Kreisstadt, selbständige Gemeinde (32.915)

Samtgemeinden mit ihren Mitgliedsgemeinden
* Sitz der Samtgemeindeverwaltung
| - 1. Samtgemeinde Aue (12.949) 1. Bad Bodenteich, Flecken (4618) 2. Lüder (1166) 3. Soltendieck (1025) 4. Wrestedt * (6140) - 2. Samtgemeinde Bevensen-Ebstorf (26.285) 1. Altenmedingen (1410) 2. Bad Bevensen, Stadt * (9459) 3. Barum (760) 4. Ebstorf, Flecken (5317) 5. Emmendorf (727) 6. Hanstedt (913) 7. Himbergen (1683) 8. Jelmstorf (730) 9. Natendorf (684) 10. Römstedt (781) 11. Schwienau (673) 12. Weste (924) 13. Wriedel (2224) | - 3. Samtgemeinde Rosche (6431) 1. Oetzen (1118) 2. Rätzlingen (457) 3. Rosche * (1962) 4. Stoetze (627) 5. Suhlendorf (2267) - 4. Samtgemeinde Suderburg (6602) 1. Eimke (843) 2. Gerdau (1414) 3. Suderburg * (4345) |

## Ehemalige Gemeinden
Die folgende Liste enthält alle ehemaligen Gemeinden, die jemals dem Landkreis Uelzen angehörten.
- Abbendorf1)
- Addenstorf1)
- Aljarn
- Allenbostel
- Almstorf
- Altenebstorf
- Arendorf
- Bahnsen
- Bankewitz
- Bargdorf
- Bargfeld
- Barnsen
- Batensen
- Beverbeck
- Bockholt
- Böddenstedt
- Bode
- Boecke
- Bohlsen
- Bohndorf
- Bollensen
- Bomke
- Borg
- Borne1)
- Bornsen
- Bostelwiebeck
- Brambostel
- Brauel
- Breitenhees
- Brockhimbergen
- Brockhöfe
- Bruchtorf
- Bruchwedel
- Dallahn
- Dalldorf
- Dörmte
- Dreilingen
- Drögennottorf
- Drohe
- Eddelstorf
- Edendorf
- Eitzen I
- Eitzen II1)
- Ellenberg
- Ellerndorf
- Emern
- Eppensen1)
- Esterholz
- Flinten
- Gansau1)
- Gavendorf1)
- Göddenstedt
- Gollern
- Golste1)
- Grabau
- Graulingen2)
- Groß Bollensen1)
- Groß Ellenberg1)
- Groß Hesebeck
- Groß Liedern
- Groß Malchau
- Groß Pretzier1)
- Groß Süstedt
- Groß Thondorf
- Güstau
- Haarstorf
- Haaßel1)
- Häcklingen
- Hagen
- Halligdorf3)
- Hamborg1)
- Hambrock3)
- Hamerstorf
- Hansen
- Hanstedt I
- Hanstedt II
- Havekost1)
- Heitbrack
- Heuerstorf
- Hohenbünstorf
- Hohenweddrien
- Hohenzethen
- Hohnstorf
- Holdenstedt
- Holthusen I
- Holthusen II
- Holxen
- Hösseringen
- Höver
- Jarlitz
- Jastorf
- Kahlstorf
- Kallenbrock
- Kattien
- Katzien
- Kettelstorf
- Kirchweyhe
- Klein Bollensen1)
- Klein Bünstorf
- Klein Ellenberg1)
- Klein Hesebeck
- Klein Liedern1)
- Klein Pretzier1)
- Klein Süstedt
- Klein Thondorf
- Kölau
- Kollendorf1)
- Könau
- Kroetze
- Kuckstorf1)
- Langenbrügge
- Lehmke
- Linden
- Lintzel
- Lopau
- Luttmissen1)
- Masbrock
- Masendorf
- Medingen
- Mehre
- Melzingen
- Meußließen
- Molbath
- Molzen
- Müssingen
- Nassennottorf1)
- Nateln
- Nestau
- Nettelkamp
- Niendorf I
- Niendorf II
- Nienwohlde
- Növenthien
- Oetzendorf
- Oldendorf I2)
- Oldendorf II
- Oldenstadt
- Ostedt
- Overstedt1)
- Polau
- Prielip1)
- Probien1)
- Räber
- Rassau
- Reddien
- Reinstorf
- Retzien1)
- Rieste
- Riestedt
- Ripdorf
- Röbbel
- Röhrsen
- Rohrstorf
- Sasendorf
- Satkau1)
- Schafwedel
- Schatensen
- Schlieckau
- Schmölau
- Schostorf
- Schwemlitz
- Secklendorf
- Seedorf
- Stadensen4)
- Stadorf
- Steddorf
- Stederdorf
- Stöcken
- Strothe
- Stütensen
- Süttorf
- Tätendorf-Eppensen
- Tatendorf1)
- Tätendorf1)
- Tatern
- Teendorf1)
- Testorf
- Teyendorf
- Thielitz
- Varendorf
- Veerßen
- Velgen
- Vinstedt
- Vorwerk
- Walmstorf
- Wellendorf
- Wessenstedt
- Westersunderberg1)
- Westerweyhe
- Wettenbostel
- Wichmannsburg
- Wichtenbeck
- Wieren4)
- Wittenwater
- Woltersburg
- Wulfsode
- Zarenthien

Eingemeindungsdaten:1)1928/29, 2)1. Juli 1957, 3)1. Januar 1971, 4)1. November 2011
Alle übrigen Eingemeindungen fanden am 1. Juli 1972 statt.
Bis zu ihrer Auflösung in den 1920er Jahren bestanden im Landkreis Uelzen außerdem die Gutsbezirke Göddenstedt, Lintzel, Niebeck, Oechtringen, Oitzfelde, Reisenmoor, Sankt Omer, Scharnhop, Solchstorf und Süsing sowie die Forstbezirke Böhe, Breitenhees, Lohn, Maschbruch und Wiebeck.

## Schutzgebiete

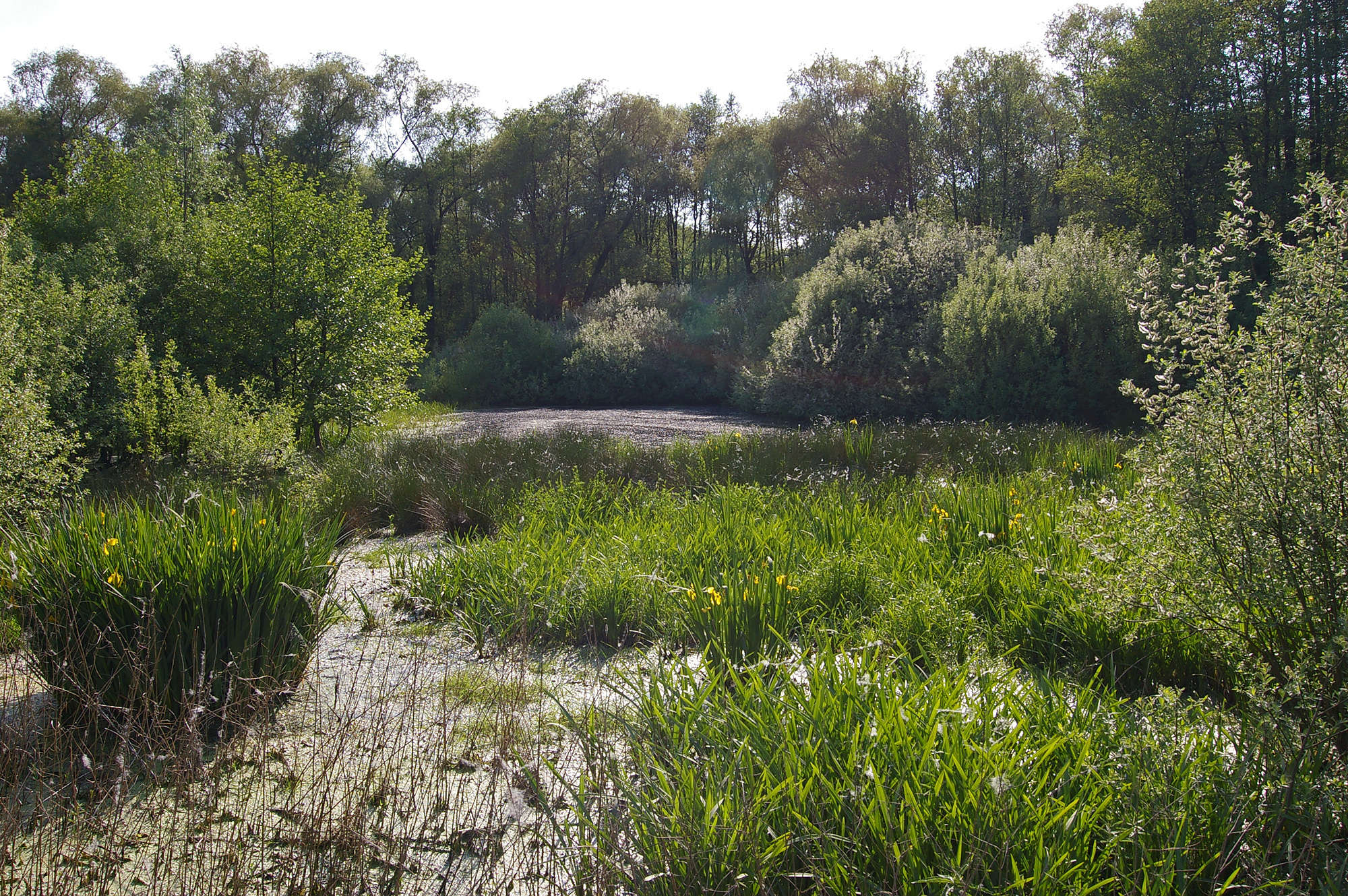
Almstorfer Moor

Im Landkreis befinden sich neben Landschaftsschutzgebieten und Naturdenkmalen 22 ausgewiesene Naturschutzgebiete (Stand Februar 2017).
Siehe auch:
- Liste der Naturschutzgebiete im Landkreis Uelzen
- Liste der Landschaftsschutzgebiete im Landkreis Uelzen
- Liste der Naturdenkmale im Landkreis Uelzen
- Liste der geschützten Landschaftsbestandteile im Landkreis Uelzen

## Kfz-Kennzeichen
Am 1. Juli 1956 wurde dem Landkreis bei der Einführung der bis heute gültigen Kfz-Kennzeichen das Unterscheidungszeichen UE zugewiesen. Es wird durchgängig bis heute ausgegeben.